# Elecciones legislativas de Argentina de 1954
Las elecciones legislativas de Argentina de 1954 tuvieron lugar el domingo 25 de abril del mencionado año con el objetivo de renovar 79 de las 155 bancas de la Cámara de Diputados, 9 de 14 delegados en la Cámara de Diputados y 18 de 34 bancas en el Senado. Fue la segunda y última ocasión desde la instauración del voto secreto en la cual se empleó el sistema de escrutinio mayoritario uninominal. Se realizaron en conjunto con una elección especial para cubrir el cargo de Vicepresidente de la Nación Argentina, tras el fallecimiento de Hortensio Quijano (vicepresidente reelecto en 1951), antes de asumir el cargo. Fueron los últimos comicios nacionales antes del derrocamiento del gobierno peronista.
Estando originalmente previstos para febrero de 1955, las elecciones fueron adelantadas casi un año para que concordaran con la elección vicepresidencial. Sin demasiadas sorpresas, el Movimiento Peronista, gobernante desde 1946 y partidariamente compuesto por los partidos Peronista (PP) y Peronista Femenino (PPF), obtuvo una aplastante victoria con el 64.28% del voto popular. El sistema uninominal facilitó al peronismo 74 de los 79 escaños en la cámara baja y la totalidad de los 18 senadores, contra 5 diputados y ningún senador de la Unión Cívica Radical (UCR), principal partido de la oposición, que obtuvo el 32.31% de los sufragios.
Con 161 diputados peronistas contra 12 radicales, el Congreso resultante fue el último legislativo nacional puramente bipartidista de la historia argentina. A partir de 1958, todas las legislaturas argentinas han contado con una representación de al menos tres partidos.
Los diputados electos asumieron el 4 de junio de 1955, cumpliendo con las disposiciones transitorias de la constitución de 1949, que establecía una renovación escalonada de la Cámara de Diputados. Estos no pudieron completar su mandato constitucional ya que el Congreso fue disuelto con el golpe de Estado de septiembre de 1955, que derrocó al gobierno de Juan Domingo Perón e instauró la dictadura militar autodenominada Revolución Libertadora. El régimen posterior proscribiría al peronismo y derogaría la constitución de 1949, retornando a la de 1853.

## Sistema electoral
El capítulo tercero de la por entonces reciente Ley 14.032, que estableció el régimen electoral nacional, sancionada el 11 de julio de 1951 trata la elección de Diputados Nacionales de la siguiente manera: Elegidos directamente por el pueblo de las provincias y de la Capital de la Nación, que se consideran a este fin como distritos electorales de un solo Estado. Para la elección de Diputados, los distritos se dividían en circunscripciones y los electores de cada circunscripción elegirán a pluralidad de sufragios un Diputado al Congreso. El número de circunscripciones en las provincias de Catamarca, Corrientes, Jujuy, La Rioja, Mendoza, Salta, San Juan, San Luis, Santiago del Estero y Tucumán será igual al de Diputados que les corresponda elegir. El número de circunscripciones de la Capital de la Nación y provincias de Buenos Aires, Córdoba, Entre Ríos y Santa Fe será igual al de Diputados que les corresponda elegir, menos dos. Los cargos excedentes serán discernidos a los dos candidatos del distrito que hubieran reunido mayor cantidad de sufragios, sin resultar electos en sus respectivas circunscripciones.
La ley 14.292 publicada en el Boletín Oficial el 24 de diciembre de 1953 modifica la ley 14.032 y en su artículo 46 dispone que en los distritos electorales de Buenos Aires, Córdoba, Entre Ríos y Santa Fe el número de circunscripciones sea igual al de los Diputados que les corresponda elegir menos uno, en lugar de menos dos como establecía la ley 14.032. Este cargo excedente sería discernido al candidato del distrito que hubiera reunido mayor cantidad de sufragios y en caso de que dos o más candidatos a Diputados Nacionales resultaran con igual número de votos en una circunscripción, se declara electo al candidato que pertenezca al partido que hubiera obtenido mayor número de votos en el distrito.

## Cargos a elegir

### Diputados y Senadores Nacionales
| Provincia           | Bancas totales | Bancas a elegir | Bancas a elegir | Bancas a elegir | Senadores | Senadores |
| Provincia           | Bancas totales | Totales         | Circunscripción | Minoría         | Total     | A elegir  |
| ------------------- | -------------- | --------------- | --------------- | --------------- | --------- | --------- |
| Buenos Aires        | 43             | 23              | 22              | 1               | 2         | 1         |
| Capital Federal     | 30             | 15              | 14              | 1               | 2         | 2         |
| Catamarca           | 2              | 1               | 1               | —               | 2         | 1         |
| Córdoba             | 15             | 7               | 6               | 1               | 2         | 1         |
| Corrientes          | 5              | 3               | 3               | —               | 2         | 1         |
| Entre Ríos          | 8              | 4               | 3               | 1               | 2         | 1         |
| Eva Perón           | 2              | 1               | 1               | —               | 2         | 1         |
| Jujuy               | 2              | 1               | 1               | —               | 2         | 1         |
| La Rioja            | 2              | 1               | 1               | —               | 2         | 1         |
| Mendoza             | 6              | 3               | 3               | —               | 2         | 1         |
| Presidente Perón    | 4              | 2               | 2               | —               | 2         | 1         |
| Salta               | 3              | 2               | 2               | —               | 2         | 1         |
| San Juan            | 3              | 1               | 1               | —               | 2         | 1         |
| San Luis            | 2              | 1               | 1               | —               | 2         | 1         |
| Santa Fe            | 17             | 8               | 7               | 1               | 2         | 1         |
| Santiago del Estero | 5              | 3               | 3               | —               | 2         | 1         |
| Tucumán             | 6              | 3               | 3               | —               | 2         | 1         |
| Total               | 155            | 79              | 74              | 5               | 34        | 18        |

### Delegados de los Territorios Nacionales
| Territorio         | Delegados | Delegados |
| Territorio         | Totales   | A elegir  |
| ------------------ | --------- | --------- |
| Chubut             | 2         | 1         |
| Comodoro Rivadavia | 2         | 1         |
| Formosa            | 2         | 1         |
| Neuquén            | 2         | 2         |
| Río Negro          | 2         | 1         |
| Santa Cruz         | 2         | 1         |
| Tierra del Fuego   | 2         | 2         |
| Total              | 14        | 9         |

## Resultados
|  | 64.28 % |

|  | 32.31 % |

|  | 1.34 % |

|  | 1.14 % |

|  | 0.60 % |

|  | 0.29 % |

|  | 0.04 % |

|  | 97.93 % |

|  | 2.07 % |

|  | 100 % |

|  | 85.99 % |

## Presidentes y vicepresidentes de la Cámara de Diputados
| Fecha                       | Presidente            | Primer Vicepresidente | Segundo Vicepresidente    |
| --------------------------- | --------------------- | --------------------- | ------------------------- |
| 26/04/1955 - 21/09/1955 (1) | Alberto Luis Rocamora | Delia Parodi          | Pedro Ángel F. Albertelli |

(1) El Poder Legislativo sería disuelto el 21 de septiembre de 1955, por lo que ese día finalizó el mandato de todos los diputados.

## Resultados por provincia

### Cámara de Diputados
| Provincia de Buenos Aires 23 Diputados       | Provincia de Buenos Aires 23 Diputados | Provincia de Buenos Aires 23 Diputados       | Provincia de Buenos Aires 23 Diputados | Provincia de Buenos Aires 23 Diputados | Provincia de Buenos Aires 23 Diputados           |
| N.º                                          | Partido                                | Partido                                      | Votos                                  | %                                      | Candidatos                                       |
| -------------------------------------------- | -------------------------------------- | -------------------------------------------- | -------------------------------------- | -------------------------------------- | ------------------------------------------------ |
| 1.ª                                          |                                        | Partido Peronista                            | 55.648                                 | 62,27                                  | Pedro Andrés José Gomis                          |
| 1.ª                                          |                                        | Unión Cívica Radical                         | 27.814                                 | 31,12                                  | Ataúlfo Serafín Pérez Aznar                      |
| 1.ª                                          |                                        | Partido Demócrata                            | 4.467                                  | 5,00                                   |                                                  |
| 1.ª                                          |                                        | Partido Comunista                            | 1.147                                  | 1,28                                   |                                                  |
| 1.ª                                          |                                        | Partido Socialista de la Revolución Nacional | 287                                    | 0,32                                   | Vicente Hugo Peña                                |
| 1.ª                                          |                                        |                                              |                                        |                                        |                                                  |
| 1.ª                                          | Votos positivos                        | Votos positivos                              | 89.363                                 | 98,03                                  |                                                  |
| 1.ª                                          | Votos en blanco                        | Votos en blanco                              | 1.794                                  | 1,97                                   |                                                  |
| 1.ª                                          | Total de votos                         | Total de votos                               | 91.157                                 | 100                                    |                                                  |
|                                              |                                        |                                              |                                        |                                        |                                                  |
| 2.ª                                          |                                        | Partido Peronista                            | 56.437                                 | 59,57                                  | María Nélida Costa                               |
| 2.ª                                          |                                        | Unión Cívica Radical                         | 31.910                                 | 33,68                                  | Francisco S. Oleastro                            |
| 2.ª                                          |                                        | Partido Demócrata                            | 4.834                                  | 5,10                                   |                                                  |
| 2.ª                                          |                                        | Partido Comunista                            | 1.225                                  | 1,29                                   |                                                  |
| 2.ª                                          |                                        | Partido Socialista de la Revolución Nacional | 331                                    | 0,35                                   | Pedro Iglesias                                   |
| 2.ª                                          |                                        |                                              |                                        |                                        |                                                  |
| 2.ª                                          | Votos positivos                        | Votos positivos                              | 94.737                                 | 97,83                                  |                                                  |
| 2.ª                                          | Votos en blanco                        | Votos en blanco                              | 2.098                                  | 2,17                                   |                                                  |
| 2.ª                                          | Total de votos                         | Total de votos                               | 96.835                                 | 100                                    |                                                  |
|                                              |                                        |                                              |                                        |                                        |                                                  |
| 3.ª                                          |                                        | Partido Peronista                            | 76.437                                 | 63,88                                  | Juan Carlos García                               |
| 3.ª                                          |                                        | Unión Cívica Radical                         | 38.056                                 | 31,80                                  | Rodolfo A. López                                 |
| 3.ª                                          |                                        | Partido Demócrata                            | 2.853                                  | 2,38                                   |                                                  |
| 3.ª                                          |                                        | Partido Comunista                            | 1.696                                  | 1,42                                   |                                                  |
| 3.ª                                          |                                        | Partido Socialista de la Revolución Nacional | 614                                    | 0,51                                   | Jorge Cesaroni                                   |
| 3.ª                                          |                                        |                                              |                                        |                                        |                                                  |
| 3.ª                                          | Votos positivos                        | Votos positivos                              | 119.656                                | 97,80                                  |                                                  |
| 3.ª                                          | Votos en blanco                        | Votos en blanco                              | 2.688                                  | 2,20                                   |                                                  |
| 3.ª                                          | Total de votos                         | Total de votos                               | 122.344                                | 100                                    |                                                  |
|                                              |                                        |                                              |                                        |                                        |                                                  |
| 4.ª                                          |                                        | Partido Peronista                            | 96.497                                 | 66,80                                  | Raúl E. Beguiristain                             |
| 4.ª                                          |                                        | Unión Cívica Radical                         | 43.297                                 | 29,97                                  | Ernesto Crespo                                   |
| 4.ª                                          |                                        | Partido Comunista                            | 3.078                                  | 2,13                                   |                                                  |
| 4.ª                                          |                                        | Partido Socialista de la Revolución Nacional | 814                                    | 0,56                                   | Horacio Lagar                                    |
| 4.ª                                          |                                        | Partido Demócrata                            | 777                                    | 0,54                                   |                                                  |
| 4.ª                                          |                                        |                                              |                                        |                                        |                                                  |
| 4.ª                                          | Votos positivos                        | Votos positivos                              | 144.463                                | 98,59                                  |                                                  |
| 4.ª                                          | Votos en blanco                        | Votos en blanco                              | 2.068                                  | 1,41                                   |                                                  |
| 4.ª                                          | Total de votos                         | Total de votos                               | 146.531                                | 100                                    |                                                  |
|                                              |                                        |                                              |                                        |                                        |                                                  |
| 5.ª                                          |                                        | Partido Peronista                            | 94.447                                 | 70,86                                  | Bernardo Gago                                    |
| 5.ª                                          |                                        | Unión Cívica Radical                         | 33.629                                 | 25,23                                  | Ambrosio Benis                                   |
| 5.ª                                          |                                        | Partido Comunista                            | 2.836                                  | 2,13                                   |                                                  |
| 5.ª                                          |                                        | Partido Demócrata                            | 1.592                                  | 1,19                                   |                                                  |
| 5.ª                                          |                                        | Partido Socialista de la Revolución Nacional | 783                                    | 0,59                                   | Santiago Flamini                                 |
| 5.ª                                          |                                        |                                              |                                        |                                        |                                                  |
| 5.ª                                          | Votos positivos                        | Votos positivos                              | 133.287                                | 98,37                                  |                                                  |
| 5.ª                                          | Votos en blanco                        | Votos en blanco                              | 2.202                                  | 1,63                                   |                                                  |
| 5.ª                                          | Total de votos                         | Total de votos                               | 135.489                                | 100                                    |                                                  |
|                                              |                                        |                                              |                                        |                                        |                                                  |
| 6.ª                                          |                                        | Partido Peronista                            | 76.257                                 | 64,24                                  | - Jorge S. Pellerano - Pedro Ángel F. Albertelli |
| 6.ª                                          |                                        | Unión Cívica Radical                         | 37.399                                 | 31,51                                  | - Carlos A. Bravo - Jacinto Barloa               |
| 6.ª                                          |                                        | Partido Demócrata                            | 2.787                                  | 2,35                                   |                                                  |
| 6.ª                                          |                                        | Partido Comunista                            | 1.623                                  | 1,37                                   |                                                  |
| 6.ª                                          |                                        | Partido Socialista de la Revolución Nacional | 637                                    | 0,54                                   | - Agustín Alfredo Gabin - Segundo Zamorano       |
| 6.ª                                          |                                        |                                              |                                        |                                        |                                                  |
| 6.ª                                          | Votos positivos                        | Votos positivos                              | 118.703                                | 98,00                                  |                                                  |
| 6.ª                                          | Votos en blanco                        | Votos en blanco                              | 2.419                                  | 2,00                                   |                                                  |
| 6.ª                                          | Total de votos                         | Total de votos                               | 121.122                                | 100                                    |                                                  |
|                                              |                                        |                                              |                                        |                                        |                                                  |
| 7.ª                                          |                                        | Partido Peronista                            | 100.384                                | 69,54                                  | Alberto Luis Rocamora                            |
| 7.ª                                          |                                        | Unión Cívica Radical                         | 39.182                                 | 27,14                                  | Juan J. Zuetta                                   |
| 7.ª                                          |                                        | Partido Comunista                            | 2.081                                  | 1,44                                   |                                                  |
| 7.ª                                          |                                        | Partido Demócrata                            | 1.784                                  | 1,24                                   |                                                  |
| 7.ª                                          |                                        | Partido Socialista de la Revolución Nacional | 915                                    | 0,63                                   | Tomás Farías                                     |
| 7.ª                                          |                                        |                                              |                                        |                                        |                                                  |
| 7.ª                                          | Votos positivos                        | Votos positivos                              | 144.346                                | 98,32                                  |                                                  |
| 7.ª                                          | Votos en blanco                        | Votos en blanco                              | 2.473                                  | 1,68                                   |                                                  |
| 7.ª                                          | Total de votos                         | Total de votos                               | 146.819                                | 100                                    |                                                  |
|                                              |                                        |                                              |                                        |                                        |                                                  |
| 8.ª                                          |                                        | Partido Peronista                            | 113.734                                | 71,74                                  | Alberto Dolorino Sívori                          |
| 8.ª                                          |                                        | Unión Cívica Radical                         | 40.218                                 | 25,37                                  | Juan Naim                                        |
| 8.ª                                          |                                        | Partido Comunista                            | 2.717                                  | 1,71                                   |                                                  |
| 8.ª                                          |                                        | Partido Demócrata                            | 1.057                                  | 0,67                                   |                                                  |
| 8.ª                                          |                                        | Partido Socialista de la Revolución Nacional | 811                                    | 0,51                                   | Héctor Oscar Martínez                            |
| 8.ª                                          |                                        |                                              |                                        |                                        |                                                  |
| 8.ª                                          | Votos positivos                        | Votos positivos                              | 158.537                                | 98,54                                  |                                                  |
| 8.ª                                          | Votos en blanco                        | Votos en blanco                              | 2.357                                  | 1,46                                   |                                                  |
| 8.ª                                          | Total de votos                         | Total de votos                               | 160.894                                | 100                                    |                                                  |
|                                              |                                        |                                              |                                        |                                        |                                                  |
| 9.ª                                          |                                        | Partido Peronista                            | 82.867                                 | 62,46                                  | José Presta                                      |
| 9.ª                                          |                                        | Unión Cívica Radical                         | 45.782                                 | 34,51                                  | Ángel R. Celaya                                  |
| 9.ª                                          |                                        | Partido Comunista                            | 1.963                                  | 1,48                                   |                                                  |
| 9.ª                                          |                                        | Partido Demócrata                            | 1.280                                  | 0,96                                   |                                                  |
| 9.ª                                          |                                        | Partido Socialista de la Revolución Nacional | 788                                    | 0,59                                   | Marcelo Alfredo Tomadoni                         |
| 9.ª                                          |                                        |                                              |                                        |                                        |                                                  |
| 9.ª                                          | Votos positivos                        | Votos positivos                              | 132.680                                | 97,97                                  |                                                  |
| 9.ª                                          | Votos en blanco                        | Votos en blanco                              | 2.745                                  | 2,03                                   |                                                  |
| 9.ª                                          | Total de votos                         | Total de votos                               | 135.425                                | 100                                    |                                                  |
|                                              |                                        |                                              |                                        |                                        |                                                  |
| 10.ª                                         |                                        | Partido Peronista                            | 65.440                                 | 67,28                                  | Ángel Kiyoshi Gashu                              |
| 10.ª                                         |                                        | Unión Cívica Radical                         | 27.248                                 | 28,01                                  | Emir Mercader                                    |
| 10.ª                                         |                                        | Partido Demócrata                            | 3.029                                  | 3,11                                   |                                                  |
| 10.ª                                         |                                        | Partido Comunista                            | 1.054                                  | 1,08                                   |                                                  |
| 10.ª                                         |                                        | Partido Socialista de la Revolución Nacional | 495                                    | 0,51                                   | Andrés Juan Baldrich                             |
| 10.ª                                         |                                        |                                              |                                        |                                        |                                                  |
| 10.ª                                         | Votos positivos                        | Votos positivos                              | 97.266                                 | 98,12                                  |                                                  |
| 10.ª                                         | Votos en blanco                        | Votos en blanco                              | 1.866                                  | 1,88                                   |                                                  |
| 10.ª                                         | Total de votos                         | Total de votos                               | 99.132                                 | 100                                    |                                                  |
|                                              |                                        |                                              |                                        |                                        |                                                  |
| 11.ª                                         |                                        | Partido Peronista                            | 67.567                                 | 61,27                                  | Pablo Manguel                                    |
| 11.ª                                         |                                        | Unión Cívica Radical                         | 35.851                                 | 32,51                                  | Miguel I. Goitía                                 |
| 11.ª                                         |                                        | Partido Demócrata                            | 5.397                                  | 4,89                                   |                                                  |
| 11.ª                                         |                                        | Partido Comunista                            | 946                                    | 0,86                                   |                                                  |
| 11.ª                                         |                                        | Partido Socialista de la Revolución Nacional | 514                                    | 0,47                                   | Abraham Said                                     |
| 11.ª                                         |                                        |                                              |                                        |                                        |                                                  |
| 11.ª                                         | Votos positivos                        | Votos positivos                              | 110.275                                | 98,31                                  |                                                  |
| 11.ª                                         | Votos en blanco                        | Votos en blanco                              | 1.899                                  | 1,69                                   |                                                  |
| 11.ª                                         | Total de votos                         | Total de votos                               | 112.174                                | 100                                    |                                                  |
|                                              |                                        |                                              |                                        |                                        |                                                  |
| 12.ª                                         |                                        | Partido Peronista                            | 63.092                                 | 63,04                                  | José Vicente Tesorieri                           |
| 12.ª                                         |                                        | Unión Cívica Radical                         | 30.795                                 | 30,77                                  | Horacio Honorio Pueyrredón                       |
| 12.ª                                         |                                        | Partido Demócrata                            | 4.587                                  | 4,58                                   |                                                  |
| 12.ª                                         |                                        | Partido Comunista                            | 1.143                                  | 1,14                                   |                                                  |
| 12.ª                                         |                                        | Partido Socialista de la Revolución Nacional | 473                                    | 0,47                                   | María Magdalena Espina                           |
| 12.ª                                         |                                        |                                              |                                        |                                        |                                                  |
| 12.ª                                         | Votos positivos                        | Votos positivos                              | 100.090                                | 98,09                                  |                                                  |
| 12.ª                                         | Votos en blanco                        | Votos en blanco                              | 1.951                                  | 1,91                                   |                                                  |
| 12.ª                                         | Total de votos                         | Total de votos                               | 102.041                                | 100                                    |                                                  |
|                                              |                                        |                                              |                                        |                                        |                                                  |
| 13.ª                                         |                                        | Partido Peronista                            | 56.460                                 | 59,50                                  | Aimar Armando Balbi                              |
| 13.ª                                         |                                        | Unión Cívica Radical                         | 33.381                                 | 35,18                                  | Ricardo A. González                              |
| 13.ª                                         |                                        | Partido Demócrata                            | 3.891                                  | 4,10                                   |                                                  |
| 13.ª                                         |                                        | Partido Comunista                            | 860                                    | 0,91                                   |                                                  |
| 13.ª                                         |                                        | Partido Socialista de la Revolución Nacional | 299                                    | 0,32                                   | Dionisio José Losada                             |
| 13.ª                                         |                                        |                                              |                                        |                                        |                                                  |
| 13.ª                                         | Votos positivos                        | Votos positivos                              | 94.891                                 | 98,83                                  |                                                  |
| 13.ª                                         | Votos en blanco                        | Votos en blanco                              | 1.120                                  | 1,17                                   |                                                  |
| 13.ª                                         | Total de votos                         | Total de votos                               | 96.011                                 | 100                                    |                                                  |
|                                              |                                        |                                              |                                        |                                        |                                                  |
| 14.ª                                         |                                        | Partido Peronista                            | 63.878                                 | 59,74                                  | Humberto Mandrioni                               |
| 14.ª                                         |                                        | Unión Cívica Radical                         | 35.618                                 | 33,31                                  | Ángel N. Petraglia                               |
| 14.ª                                         |                                        | Partido Demócrata                            | 6.199                                  | 5,80                                   |                                                  |
| 14.ª                                         |                                        | Partido Comunista                            | 940                                    | 0,88                                   |                                                  |
| 14.ª                                         |                                        | Partido Socialista de la Revolución Nacional | 291                                    | 0,27                                   | Bartolomé Colevatti                              |
| 14.ª                                         |                                        |                                              |                                        |                                        |                                                  |
| 14.ª                                         | Votos positivos                        | Votos positivos                              | 106.926                                | 98,34                                  |                                                  |
| 14.ª                                         | Votos en blanco                        | Votos en blanco                              | 1.806                                  | 1,66                                   |                                                  |
| 14.ª                                         | Total de votos                         | Total de votos                               | 108.732                                | 100                                    |                                                  |
|                                              |                                        |                                              |                                        |                                        |                                                  |
| 15.ª                                         |                                        | Partido Peronista                            | 51.225                                 | 60,71                                  | Amado Olmos                                      |
| 15.ª                                         |                                        | Unión Cívica Radical                         | 29.365                                 | 34,80                                  | Ángel R. Galceran                                |
| 15.ª                                         |                                        | Partido Demócrata                            | 2.748                                  | 3,26                                   |                                                  |
| 15.ª                                         |                                        | Partido Comunista                            | 733                                    | 0,87                                   |                                                  |
| 15.ª                                         |                                        | Partido Socialista de la Revolución Nacional | 312                                    | 0,37                                   | Beatriz Cerruto                                  |
| 15.ª                                         |                                        |                                              |                                        |                                        |                                                  |
| 15.ª                                         | Votos positivos                        | Votos positivos                              | 84.383                                 | 98,83                                  |                                                  |
| 15.ª                                         | Votos en blanco                        | Votos en blanco                              | 996                                    | 1,17                                   |                                                  |
| 15.ª                                         | Total de votos                         | Total de votos                               | 85.379                                 | 100                                    |                                                  |
|                                              |                                        |                                              |                                        |                                        |                                                  |
| 16.ª                                         |                                        | Partido Peronista                            | 43.281                                 | 60,70                                  | Alejandro H. Leloir                              |
| 16.ª                                         |                                        | Unión Cívica Radical                         | 24.598                                 | 34,50                                  | Francisco A. Oliver                              |
| 16.ª                                         |                                        | Partido Demócrata                            | 2.741                                  | 3,84                                   |                                                  |
| 16.ª                                         |                                        | Partido Comunista                            | 447                                    | 0,63                                   |                                                  |
| 16.ª                                         |                                        | Partido Socialista de la Revolución Nacional | 238                                    | 0,33                                   | Agustín Ceccardi                                 |
| 16.ª                                         |                                        |                                              |                                        |                                        |                                                  |
| 16.ª                                         | Votos positivos                        | Votos positivos                              | 71.305                                 | 98,43                                  |                                                  |
| 16.ª                                         | Votos en blanco                        | Votos en blanco                              | 1.140                                  | 1,57                                   |                                                  |
| 16.ª                                         | Total de votos                         | Total de votos                               | 72.445                                 | 100                                    |                                                  |
|                                              |                                        |                                              |                                        |                                        |                                                  |
| 17.ª                                         |                                        | Partido Peronista                            | 52.729                                 | 61,53                                  | David Diskin                                     |
| 17.ª                                         |                                        | Unión Cívica Radical                         | 30.528                                 | 35,62                                  | Eduardo S. González                              |
| 17.ª                                         |                                        | Partido Demócrata                            | 1.369                                  | 1,60                                   |                                                  |
| 17.ª                                         |                                        | Partido Comunista                            | 788                                    | 0,92                                   |                                                  |
| 17.ª                                         |                                        | Partido Socialista de la Revolución Nacional | 289                                    | 0,34                                   | Luis Schimpfle                                   |
| 17.ª                                         |                                        |                                              |                                        |                                        |                                                  |
| 17.ª                                         | Votos positivos                        | Votos positivos                              | 85.703                                 | 98,60                                  |                                                  |
| 17.ª                                         | Votos en blanco                        | Votos en blanco                              | 1.219                                  | 1,40                                   |                                                  |
| 17.ª                                         | Total de votos                         | Total de votos                               | 86.922                                 | 100                                    |                                                  |
|                                              |                                        |                                              |                                        |                                        |                                                  |
| 18.ª                                         |                                        | Partido Peronista                            | 57.540                                 | 57,52                                  | María Rosa Bussallén                             |
| 18.ª                                         |                                        | Unión Cívica Radical                         | 39.198                                 | 39,19                                  | Manuel D. Labriola                               |
| 18.ª                                         |                                        | Partido Demócrata                            | 2.400                                  | 2,40                                   |                                                  |
| 18.ª                                         |                                        | Partido Comunista                            | 603                                    | 0,60                                   |                                                  |
| 18.ª                                         |                                        | Partido Socialista de la Revolución Nacional | 288                                    | 0,29                                   | Alejandro Navarro                                |
| 18.ª                                         |                                        |                                              |                                        |                                        |                                                  |
| 18.ª                                         | Votos positivos                        | Votos positivos                              | 100.029                                | 98,77                                  |                                                  |
| 18.ª                                         | Votos en blanco                        | Votos en blanco                              | 1.249                                  | 1,23                                   |                                                  |
| 18.ª                                         | Total de votos                         | Total de votos                               | 101.278                                | 100                                    |                                                  |
|                                              |                                        |                                              |                                        |                                        |                                                  |
| 19.ª                                         |                                        | Partido Peronista                            | 56.745                                 | 57,13                                  | Luis Felipe Suárez                               |
| 19.ª                                         |                                        | Unión Cívica Radical                         | 37.687                                 | 37,94                                  | Palmiro B. Bogliano                              |
| 19.ª                                         |                                        | Partido Demócrata                            | 3.670                                  | 3,69                                   |                                                  |
| 19.ª                                         |                                        | Partido Comunista                            | 857                                    | 0,86                                   |                                                  |
| 19.ª                                         |                                        | Partido Socialista de la Revolución Nacional | 374                                    | 0,38                                   | Pedro Giménez                                    |
| 19.ª                                         |                                        |                                              |                                        |                                        |                                                  |
| 19.ª                                         | Votos positivos                        | Votos positivos                              | 99.333                                 | 98,40                                  |                                                  |
| 19.ª                                         | Votos en blanco                        | Votos en blanco                              | 1.617                                  | 1,60                                   |                                                  |
| 19.ª                                         | Total de votos                         | Total de votos                               | 100.950                                | 100                                    |                                                  |
|                                              |                                        |                                              |                                        |                                        |                                                  |
| 20.ª                                         |                                        | Partido Peronista                            | 55.816                                 | 56,50                                  | Antonio J. C. Deimundo                           |
| 20.ª                                         |                                        | Unión Cívica Radical                         | 36.555                                 | 37,00                                  | Alberto J. Vega                                  |
| 20.ª                                         |                                        | Partido Demócrata                            | 5.487                                  | 5,55                                   |                                                  |
| 20.ª                                         |                                        | Partido Comunista                            | 588                                    | 0,60                                   |                                                  |
| 20.ª                                         |                                        | Partido Socialista de la Revolución Nacional | 345                                    | 0,35                                   | Juan Armendariz                                  |
| 20.ª                                         |                                        |                                              |                                        |                                        |                                                  |
| 20.ª                                         | Votos positivos                        | Votos positivos                              | 98.791                                 | 98,48                                  |                                                  |
| 20.ª                                         | Votos en blanco                        | Votos en blanco                              | 1.523                                  | 1,52                                   |                                                  |
| 20.ª                                         | Total de votos                         | Total de votos                               | 100.314                                | 100                                    |                                                  |
|                                              |                                        |                                              |                                        |                                        |                                                  |
| 21ª                                          |                                        | Partido Peronista                            | 76.799                                 | 56,64                                  | Haydée Candelaria León                           |
| 21ª                                          |                                        | Unión Cívica Radical                         | 51.727                                 | 38,15                                  | José V. Liceaga                                  |
| 21ª                                          |                                        | Partido Demócrata                            | 4.462                                  | 3,29                                   |                                                  |
| 21ª                                          |                                        | Partido Comunista                            | 1.525                                  | 1,12                                   |                                                  |
| 21ª                                          |                                        | Partido Socialista de la Revolución Nacional | 1.079                                  | 0,80                                   | Jorge Federico Cuñado                            |
| 21ª                                          |                                        |                                              |                                        |                                        |                                                  |
| 21ª                                          | Votos positivos                        | Votos positivos                              | 135.592                                | 98,23                                  |                                                  |
| 21ª                                          | Votos en blanco                        | Votos en blanco                              | 2.445                                  | 1,77                                   |                                                  |
| 21ª                                          | Total de votos                         | Total de votos                               | 138.037                                | 100                                    |                                                  |
| Capital Federal 15 Diputados                 |                                        |                                              |                                        |                                        |                                                  |
| N.º                                          | Partido                                | Partido                                      | Votos                                  | %                                      | Electos                                          |
| 1.ª                                          |                                        | Partido Peronista                            | 63.120                                 |                                        | Antonio J. Benítez                               |
| 1.ª                                          |                                        |                                              |                                        |                                        |                                                  |
| 1.ª                                          | Votos positivos                        |                                              |                                        |                                        |                                                  |
| 1.ª                                          | Votos en blanco                        |                                              |                                        |                                        |                                                  |
| 1.ª                                          | Votos anulados                         |                                              |                                        |                                        |                                                  |
| 1.ª                                          | Total de votos                         | Total de votos                               |                                        | 100                                    |                                                  |
|                                              |                                        |                                              |                                        |                                        |                                                  |
| 2.ª                                          |                                        | Partido Peronista                            | 65.492                                 |                                        | Pedro Ramón Otero                                |
| 2.ª                                          |                                        |                                              |                                        |                                        |                                                  |
| 2.ª                                          | Votos positivos                        |                                              |                                        |                                        |                                                  |
| 2.ª                                          | Votos en blanco                        |                                              |                                        |                                        |                                                  |
| 2.ª                                          | Votos anulados                         |                                              |                                        |                                        |                                                  |
| 2.ª                                          | Total de votos                         | Total de votos                               |                                        | 100                                    |                                                  |
|                                              |                                        |                                              |                                        |                                        |                                                  |
| 3.ª                                          |                                        | Partido Peronista                            | 65.739                                 |                                        | Ana Rosa Serrano                                 |
| 3.ª                                          |                                        |                                              |                                        |                                        |                                                  |
| 3.ª                                          | Votos positivos                        |                                              |                                        |                                        |                                                  |
| 3.ª                                          | Votos en blanco                        |                                              |                                        |                                        |                                                  |
| 3.ª                                          | Votos anulados                         |                                              |                                        |                                        |                                                  |
| 3.ª                                          | Total de votos                         | Total de votos                               |                                        | 100                                    |                                                  |
|                                              |                                        |                                              |                                        |                                        |                                                  |
| 4.ª                                          |                                        | Partido Peronista                            | 48.377                                 |                                        | Dorindo Carballido                               |
| 4.ª                                          |                                        |                                              |                                        |                                        |                                                  |
| 4.ª                                          | Votos positivos                        |                                              |                                        |                                        |                                                  |
| 4.ª                                          | Votos en blanco                        |                                              |                                        |                                        |                                                  |
| 4.ª                                          | Votos anulados                         |                                              |                                        |                                        |                                                  |
| 4.ª                                          | Total de votos                         | Total de votos                               |                                        | 100                                    |                                                  |
|                                              |                                        |                                              |                                        |                                        |                                                  |
| 5.ª                                          |                                        | Partido Peronista                            | 64.149                                 |                                        | Nélida Antonia Domínguez                         |
| 5.ª                                          |                                        |                                              |                                        |                                        |                                                  |
| 5.ª                                          | Votos positivos                        |                                              |                                        |                                        |                                                  |
| 5.ª                                          | Votos en blanco                        |                                              |                                        |                                        |                                                  |
| 5.ª                                          | Votos anulados                         |                                              |                                        |                                        |                                                  |
| 5.ª                                          | Total de votos                         | Total de votos                               |                                        | 100                                    |                                                  |
|                                              |                                        |                                              |                                        |                                        |                                                  |
| 6.ª                                          |                                        | Partido Peronista                            | 44.713                                 |                                        | Ángel Enrique Peralta                            |
| 6.ª                                          |                                        |                                              |                                        |                                        |                                                  |
| 6.ª                                          | Votos positivos                        |                                              |                                        |                                        |                                                  |
| 6.ª                                          | Votos en blanco                        |                                              |                                        |                                        |                                                  |
| 6.ª                                          | Votos anulados                         |                                              |                                        |                                        |                                                  |
| 6.ª                                          | Total de votos                         | Total de votos                               |                                        | 100                                    |                                                  |
|                                              |                                        |                                              |                                        |                                        |                                                  |
| 7.ª                                          |                                        | Partido Peronista                            | 79.016                                 |                                        | Máximo Alejandro Bosco                           |
| 7.ª                                          |                                        | Unión Cívica Radical                         | 66.276                                 |                                        | Raúl Zarriello                                   |
| 7.ª                                          |                                        |                                              |                                        |                                        |                                                  |
| 7.ª                                          | Votos positivos                        |                                              |                                        |                                        |                                                  |
| 7.ª                                          | Votos en blanco                        |                                              |                                        |                                        |                                                  |
| 7.ª                                          | Votos anulados                         |                                              |                                        |                                        |                                                  |
| 7.ª                                          | Total de votos                         | Total de votos                               |                                        | 100                                    |                                                  |
|                                              |                                        |                                              |                                        |                                        |                                                  |
| 8.ª                                          |                                        | Partido Peronista                            | 56.309                                 |                                        | José María Argaña                                |
| 8.ª                                          |                                        |                                              |                                        |                                        |                                                  |
| 8.ª                                          | Votos positivos                        |                                              |                                        |                                        |                                                  |
| 8.ª                                          | Votos en blanco                        |                                              |                                        |                                        |                                                  |
| 8.ª                                          | Votos anulados                         |                                              |                                        |                                        |                                                  |
| 8.ª                                          | Total de votos                         | Total de votos                               |                                        | 100                                    |                                                  |
|                                              |                                        |                                              |                                        |                                        |                                                  |
| 9.ª                                          |                                        | Partido Peronista                            | 68.913                                 |                                        | José César Motta Pini                            |
| 9.ª                                          |                                        |                                              |                                        |                                        |                                                  |
| 9.ª                                          | Votos positivos                        |                                              |                                        |                                        |                                                  |
| 9.ª                                          | Votos en blanco                        |                                              |                                        |                                        |                                                  |
| 9.ª                                          | Votos anulados                         |                                              |                                        |                                        |                                                  |
| 9.ª                                          | Total de votos                         | Total de votos                               |                                        | 100                                    |                                                  |
|                                              |                                        |                                              |                                        |                                        |                                                  |
| 10.ª                                         |                                        | Partido Peronista                            | 62.019                                 |                                        | Alejandro Cupri                                  |
| 10.ª                                         |                                        |                                              |                                        |                                        |                                                  |
| 10.ª                                         | Votos positivos                        |                                              |                                        |                                        |                                                  |
| 10.ª                                         | Votos en blanco                        |                                              |                                        |                                        |                                                  |
| 10.ª                                         | Votos anulados                         |                                              |                                        |                                        |                                                  |
| 10.ª                                         | Total de votos                         | Total de votos                               |                                        | 100                                    |                                                  |
|                                              |                                        |                                              |                                        |                                        |                                                  |
| 11.ª                                         |                                        | Partido Peronista                            | 63.664                                 |                                        | Guillermo de Prisco                              |
| 11.ª                                         |                                        |                                              |                                        |                                        |                                                  |
| 11.ª                                         | Votos positivos                        |                                              |                                        |                                        |                                                  |
| 11.ª                                         | Votos en blanco                        |                                              |                                        |                                        |                                                  |
| 11.ª                                         | Votos anulados                         |                                              |                                        |                                        |                                                  |
| 11.ª                                         | Total de votos                         | Total de votos                               |                                        | 100                                    |                                                  |
|                                              |                                        |                                              |                                        |                                        |                                                  |
| 12.ª                                         |                                        | Partido Peronista                            | 61.838                                 |                                        | Antonio de la Santísima Trinidad Valerga         |
| 12.ª                                         |                                        |                                              |                                        |                                        |                                                  |
| 12.ª                                         | Votos positivos                        |                                              |                                        |                                        |                                                  |
| 12.ª                                         | Votos en blanco                        |                                              |                                        |                                        |                                                  |
| 12.ª                                         | Votos anulados                         |                                              |                                        |                                        |                                                  |
| 12.ª                                         | Total de votos                         | Total de votos                               |                                        | 100                                    |                                                  |
|                                              |                                        |                                              |                                        |                                        |                                                  |
| 13.ª                                         |                                        | Partido Peronista                            | 41.584                                 |                                        | Antonio Fiasche                                  |
| 13.ª                                         |                                        |                                              |                                        |                                        |                                                  |
| 13.ª                                         | Votos positivos                        |                                              |                                        |                                        |                                                  |
| 13.ª                                         | Votos en blanco                        |                                              |                                        |                                        |                                                  |
| 13.ª                                         | Votos anulados                         |                                              |                                        |                                        |                                                  |
| 13.ª                                         | Total de votos                         | Total de votos                               |                                        | 100                                    |                                                  |
|                                              |                                        |                                              |                                        |                                        |                                                  |
| 14.ª                                         |                                        | Partido Peronista                            | 53.759                                 |                                        | María Angélica Ramona Farizano                   |
| 14.ª                                         |                                        |                                              |                                        |                                        |                                                  |
| 14.ª                                         | Votos positivos                        |                                              |                                        |                                        |                                                  |
| 14.ª                                         | Votos en blanco                        |                                              |                                        |                                        |                                                  |
| 14.ª                                         | Votos anulados                         |                                              |                                        |                                        |                                                  |
| 14.ª                                         | Total de votos                         | Total de votos                               |                                        | 100                                    |                                                  |
| Provincia de Catamarca 1 Diputado            |                                        |                                              |                                        |                                        |                                                  |
| N.º                                          | Partido                                | Partido                                      | Votos                                  | %                                      | Candidatos                                       |
| 1.ª                                          |                                        | Partido Peronista                            | 50.585                                 | 76,60                                  | Rosa Fedeli Soria                                |
| 1.ª                                          |                                        | Unión Cívica Radical                         | 15.449                                 | 23,40                                  | Bernardo Ernesto Alderete Salas                  |
| 1.ª                                          |                                        |                                              |                                        |                                        |                                                  |
| 1.ª                                          | Votos positivos                        | Votos positivos                              | 66.034                                 |                                        |                                                  |
| 1.ª                                          | Votos en blanco                        |                                              |                                        |                                        |                                                  |
| 1.ª                                          | Votos anulados                         |                                              |                                        |                                        |                                                  |
| 1.ª                                          | Total de votos                         | Total de votos                               |                                        | 100                                    |                                                  |
| Provincia de Córdoba 7 Diputados             |                                        |                                              |                                        |                                        |                                                  |
| N.º                                          | Partido                                | Partido                                      | Votos                                  | %                                      | Candidatos                                       |
| 1.ª                                          |                                        | Partido Peronista                            | 76.644                                 | 56,93                                  | Jesús Leoncio Cuello                             |
| 1.ª                                          |                                        | Unión Cívica Radical                         | 56.752                                 | 42,15                                  | Arturo Zanichelli                                |
| 1.ª                                          |                                        | Partido Comunista                            | 1.234                                  | 0,92                                   | Armando Coria                                    |
| 1.ª                                          |                                        |                                              |                                        |                                        |                                                  |
| 1.ª                                          | Votos positivos                        | Votos positivos                              | 134.630                                |                                        |                                                  |
| 1.ª                                          | Votos en blanco                        |                                              |                                        |                                        |                                                  |
| 1.ª                                          | Votos anulados                         |                                              |                                        |                                        |                                                  |
| 1.ª                                          | Total de votos                         | Total de votos                               |                                        | 100                                    |                                                  |
|                                              |                                        |                                              |                                        |                                        |                                                  |
| 2.ª                                          |                                        | Partido Peronista                            | 76.200                                 | 59,02                                  | Celia Allevi de Golletti                         |
| 2.ª                                          |                                        | Unión Cívica Radical                         | 52.015                                 | 40,28                                  | Eduardo Gamond                                   |
| 2.ª                                          |                                        | Partido Comunista                            | 904                                    | 0,70                                   | Luis F. Sánchez                                  |
| 2.ª                                          |                                        |                                              |                                        |                                        |                                                  |
| 2.ª                                          | Votos positivos                        | Votos positivos                              | 129.119                                |                                        |                                                  |
| 2.ª                                          | Votos en blanco                        |                                              |                                        |                                        |                                                  |
| 2.ª                                          | Votos anulados                         |                                              |                                        |                                        |                                                  |
| 2.ª                                          | Total de votos                         | Total de votos                               |                                        | 100                                    |                                                  |
|                                              |                                        |                                              |                                        |                                        |                                                  |
| 3.ª                                          |                                        | Partido Peronista                            | 87.223                                 | 57,40                                  | Soledad San Román de Fallótico                   |
| 3.ª                                          |                                        | Unión Cívica Radical                         | 63.686                                 | 41,91                                  | Mauricio Yadarola                                |
| 3.ª                                          |                                        | Partido Comunista                            | 1.058                                  | 0,70                                   | Orestes Ghioldi                                  |
| 3.ª                                          |                                        |                                              |                                        |                                        |                                                  |
| 3.ª                                          | Votos positivos                        | Votos positivos                              | 151.967                                |                                        |                                                  |
| 3.ª                                          | Votos en blanco                        |                                              |                                        |                                        |                                                  |
| 3.ª                                          | Votos anulados                         |                                              |                                        |                                        |                                                  |
| 3.ª                                          | Total de votos                         | Total de votos                               |                                        | 100                                    |                                                  |
|                                              |                                        |                                              |                                        |                                        |                                                  |
| 4.ª                                          |                                        | Partido Peronista                            | 62.747                                 | 58,84                                  | Victorio Manuel Taborda                          |
| 4.ª                                          |                                        | Unión Cívica Radical                         | 43.302                                 | 40,60                                  | Arturo Umberto Illia                             |
| 4.ª                                          |                                        | Partido Comunista                            | 594                                    | 0,56                                   | José M. Herrou Baigorrí                          |
| 4.ª                                          |                                        |                                              |                                        |                                        |                                                  |
| 4.ª                                          | Votos positivos                        | Votos positivos                              | 106.643                                |                                        |                                                  |
| 4.ª                                          | Votos en blanco                        |                                              |                                        |                                        |                                                  |
| 4.ª                                          | Votos anulados                         |                                              |                                        |                                        |                                                  |
| 4.ª                                          | Total de votos                         | Total de votos                               |                                        | 100                                    |                                                  |
|                                              |                                        |                                              |                                        |                                        |                                                  |
| 5.ª                                          |                                        | Partido Peronista                            | 62.601                                 | 57,77                                  | María del Carmen Mola                            |
| 5.ª                                          |                                        | Unión Cívica Radical                         | 44.833                                 | 41,38                                  | Oscar A. Lucero                                  |
| 5.ª                                          |                                        | Partido Comunista                            | 922                                    | 0,85                                   | Alfredo Sabatini                                 |
| 5.ª                                          |                                        |                                              |                                        |                                        |                                                  |
| 5.ª                                          | Votos positivos                        | Votos positivos                              | 108.356                                |                                        |                                                  |
| 5.ª                                          | Votos en blanco                        |                                              |                                        |                                        |                                                  |
| 5.ª                                          | Votos anulados                         |                                              |                                        |                                        |                                                  |
| 5.ª                                          | Total de votos                         | Total de votos                               |                                        | 100                                    |                                                  |
|                                              |                                        |                                              |                                        |                                        |                                                  |
| 6.ª                                          |                                        | Partido Peronista                            | 66.215                                 | 56,07                                  | Roberto Adolfo Carena                            |
| 6.ª                                          |                                        | Unión Cívica Radical                         | 51.198                                 | 43,35                                  | Raúl Fernández                                   |
| 6.ª                                          |                                        | Partido Comunista                            | 679                                    | 0,57                                   | Manuel Heredia                                   |
| 6.ª                                          |                                        |                                              |                                        |                                        |                                                  |
| 6.ª                                          | Votos positivos                        | Votos positivos                              | 118.092                                |                                        |                                                  |
| 6.ª                                          | Votos en blanco                        |                                              |                                        |                                        |                                                  |
| 6.ª                                          | Votos anulados                         |                                              |                                        |                                        |                                                  |
| 6.ª                                          | Total de votos                         | Total de votos                               |                                        | 100                                    |                                                  |
| Provincia de Corrientes 3 Diputados          |                                        |                                              |                                        |                                        |                                                  |
| N.º                                          | Partido                                | Partido                                      | Votos                                  | %                                      | Electos                                          |
| 1.ª                                          |                                        | Partido Peronista                            | 56.155                                 | 69,38                                  | María Ramona Córdoba de De la Fuente             |
| 1.ª                                          |                                        | Unión Cívica Radical                         | 14.800                                 | 18,28                                  |                                                  |
| 1.ª                                          |                                        | Partido Demócrata                            | 9.618                                  | 11,88                                  |                                                  |
| 1.ª                                          |                                        | Partido Comunista                            | 368                                    | 0,45                                   |                                                  |
| 1.ª                                          |                                        |                                              |                                        |                                        |                                                  |
| 1.ª                                          | Votos positivos                        | Votos positivos                              | 80.941                                 | 98,75                                  |                                                  |
| 1.ª                                          | Votos en blanco                        | Votos en blanco                              | 923                                    | 1,13                                   |                                                  |
| 1.ª                                          | Votos anulados                         | Votos anulados                               | 98                                     | 0,12                                   |                                                  |
| 1.ª                                          | Total de votos                         | Total de votos                               | 81.962                                 | 100                                    |                                                  |
|                                              |                                        |                                              |                                        |                                        |                                                  |
| 2.ª                                          |                                        | Partido Peronista                            | 54.931                                 | 64,59                                  | Antonia Aloy                                     |
| 2.ª                                          |                                        | Unión Cívica Radical                         | 22.586                                 | 26,56                                  |                                                  |
| 2.ª                                          |                                        | Partido Demócrata                            | 7.277                                  | 8,56                                   |                                                  |
| 2.ª                                          |                                        | Partido Comunista                            | 258                                    | 0,30                                   |                                                  |
| 2.ª                                          |                                        |                                              |                                        |                                        |                                                  |
| 2.ª                                          | Votos positivos                        | Votos positivos                              | 85.052                                 | 98,92                                  |                                                  |
| 2.ª                                          | Votos en blanco                        | Votos en blanco                              | 823                                    | 0,96                                   |                                                  |
| 2.ª                                          | Votos anulados                         | Votos anulados                               | 108                                    | 0,13                                   |                                                  |
| 2.ª                                          | Total de votos                         | Total de votos                               | 85.983                                 | 100                                    |                                                  |
|                                              |                                        |                                              |                                        |                                        |                                                  |
| 3.ª                                          |                                        | Partido Peronista                            | 29.956                                 | 64,25                                  | Femando Irastroza                                |
| 3.ª                                          |                                        | Unión Cívica Radical                         | 13.518                                 | 28,99                                  |                                                  |
| 3.ª                                          |                                        | Partido Demócrata                            | 2.960                                  | 6,35                                   |                                                  |
| 3.ª                                          |                                        | Partido Comunista                            | 188                                    | 0,40                                   |                                                  |
| 3.ª                                          |                                        |                                              |                                        |                                        |                                                  |
| 3.ª                                          | Votos positivos                        | Votos positivos                              | 46.622                                 | 98,70                                  |                                                  |
| 3.ª                                          | Votos en blanco                        | Votos en blanco                              | 568                                    | 1,20                                   |                                                  |
| 3.ª                                          | Votos anulados                         | Votos anulados                               | 45                                     | 0,10                                   |                                                  |
| 3.ª                                          | Total de votos                         | Total de votos                               | 47.235                                 | 100                                    |                                                  |
| Provincia de Entre Ríos 4 Diputados          |                                        |                                              |                                        |                                        |                                                  |
| N.º                                          | Partido                                | Partido                                      | Votos                                  | %                                      | Electos                                          |
| 1.ª                                          |                                        | Partido Peronista                            | 74.515                                 | 63,78                                  | Manuel E. Macabate                               |
| 1.ª                                          |                                        | Unión Cívica Radical                         | 41.685                                 | 35,68                                  | Carlos Humberto Perette                          |
| 1.ª                                          |                                        | Partido Comunista                            | 626                                    | 0,54                                   |                                                  |
| 1.ª                                          |                                        |                                              |                                        |                                        |                                                  |
| 1.ª                                          | Votos positivos                        | Votos positivos                              | 116.826                                |                                        |                                                  |
| 1.ª                                          | Votos en blanco                        |                                              |                                        |                                        |                                                  |
| 1.ª                                          | Votos anulados                         |                                              |                                        |                                        |                                                  |
| 1.ª                                          | Total de votos                         | Total de votos                               |                                        | 100                                    |                                                  |
|                                              |                                        |                                              |                                        |                                        |                                                  |
| 2.ª                                          |                                        | Partido Peronista                            | 75.730                                 | 68,59                                  | Luis María Paul                                  |
| 2.ª                                          |                                        | Unión Cívica Radical                         | 33.941                                 | 30,74                                  |                                                  |
| 2.ª                                          |                                        | Partido Comunista                            | 743                                    | 0,67                                   |                                                  |
| 2.ª                                          |                                        |                                              |                                        |                                        |                                                  |
| 2.ª                                          | Votos positivos                        | Votos positivos                              | 110.414                                |                                        |                                                  |
| 2.ª                                          | Votos en blanco                        |                                              |                                        |                                        |                                                  |
| 2.ª                                          | Votos anulados                         |                                              |                                        |                                        |                                                  |
| 2.ª                                          | Total de votos                         | Total de votos                               |                                        | 100                                    |                                                  |
|                                              |                                        |                                              |                                        |                                        |                                                  |
| 3.ª                                          |                                        | Partido Peronista                            | 69.661                                 | 65,75                                  | Juan Morales                                     |
| 3.ª                                          |                                        | Unión Cívica Radical                         | 35.742                                 | 33,74                                  |                                                  |
| 3.ª                                          |                                        | Partido Comunista                            | 538                                    | 0,51                                   |                                                  |
| 3.ª                                          |                                        |                                              |                                        |                                        |                                                  |
| 3.ª                                          | Votos positivos                        | Votos positivos                              | 105.941                                |                                        |                                                  |
| 3.ª                                          | Votos en blanco                        |                                              |                                        |                                        |                                                  |
| 3.ª                                          | Votos anulados                         |                                              |                                        |                                        |                                                  |
| 3.ª                                          | Total de votos                         | Total de votos                               |                                        | 100                                    |                                                  |
| Provincia Eva Perón 1 Diputado               |                                        |                                              |                                        |                                        |                                                  |
| N.º                                          | Partido                                | Partido                                      | Votos                                  | %                                      | Candidatos                                       |
| 1.ª                                          |                                        | Partido Peronista                            | 43.449                                 | 73,97                                  | Blanca Azucena Moreno de Moyano Bianchetti       |
| 1.ª                                          |                                        | Unión Cívica Radical                         | 15.288                                 | 26,03                                  | Guillermo Etcheberry                             |
| 1.ª                                          |                                        |                                              |                                        |                                        |                                                  |
| 1.ª                                          | Votos positivos                        | Votos positivos                              | 58.737                                 | 92,27                                  |                                                  |
| 1.ª                                          | Votos en blanco                        | Votos en blanco                              | 4.705                                  | 7,39                                   |                                                  |
| 1.ª                                          | Votos anulados                         | Votos anulados                               | 219                                    | 0,34                                   |                                                  |
| 1.ª                                          | Total de votos                         | Total de votos                               | 63.661                                 | 100                                    |                                                  |
| Provincia de Jujuy 1 Diputado                |                                        |                                              |                                        |                                        |                                                  |
| N.º                                          | Partido                                | Partido                                      | Votos                                  | %                                      | Electos                                          |
| 1.ª                                          |                                        | Partido Peronista                            | 53.879                                 | 83,55                                  | Luis Osías Schapira                              |
| 1.ª                                          |                                        | Unión Cívica Radical                         | 9.827                                  | 15,24                                  |                                                  |
| 1.ª                                          |                                        | Partido Socialista de la Revolución Nacional | 779                                    | 1,21                                   |                                                  |
| 1.ª                                          |                                        |                                              |                                        |                                        |                                                  |
| 1.ª                                          | Votos positivos                        | Votos positivos                              | 64.485                                 | 98,47                                  |                                                  |
| 1.ª                                          | Votos en blanco                        | Votos en blanco                              | 892                                    | 1,36                                   |                                                  |
| 1.ª                                          | Votos anulados                         | Votos anulados                               | 108                                    | 0,16                                   |                                                  |
| 1.ª                                          | Total de votos                         | Total de votos                               | 65.485                                 | 100                                    |                                                  |
| Provincia de La Rioja 1 Diputado             |                                        |                                              |                                        |                                        |                                                  |
| N.º                                          | Partido                                | Partido                                      | Votos                                  | %                                      | Electos                                          |
| 1.ª                                          |                                        | Partido Peronista                            |                                        |                                        | Rosa Adela Sorrentino de Santirso                |
| 1.ª                                          |                                        |                                              |                                        |                                        |                                                  |
| 1.ª                                          | Votos positivos                        |                                              |                                        |                                        |                                                  |
| 1.ª                                          | Votos en blanco                        |                                              |                                        |                                        |                                                  |
| 1.ª                                          | Votos anulados                         |                                              |                                        |                                        |                                                  |
| 1.ª                                          | Total de votos                         | Total de votos                               |                                        | 100                                    |                                                  |
| Provincia de Mendoza 3 Diputados             |                                        |                                              |                                        |                                        |                                                  |
| N.º                                          | Partido                                | Partido                                      | Votos                                  | %                                      | Electos                                          |
| 1.ª                                          |                                        | Partido Peronista                            | 74.351                                 | 73,11                                  | Juan E. Cornejo                                  |
| 1.ª                                          |                                        | Unión Cívica Radical                         | 27.340                                 | 26,89                                  |                                                  |
| 1.ª                                          |                                        |                                              |                                        |                                        |                                                  |
| 1.ª                                          | Votos positivos                        | Votos positivos                              | 101.691                                | 95,64                                  |                                                  |
| 1.ª                                          | Votos en blanco                        | Votos en blanco                              | 4.344                                  | 4,09                                   |                                                  |
| 1.ª                                          | Votos anulados                         | Votos anulados                               | 296                                    | 0,28                                   |                                                  |
| 1.ª                                          | Total de votos                         | Total de votos                               | 106.331                                | 100                                    |                                                  |
|                                              |                                        |                                              |                                        |                                        |                                                  |
| 2.ª                                          |                                        | Partido Peronista                            | 81.842                                 | 77,89                                  | Ventura González                                 |
| 2.ª                                          |                                        | Unión Cívica Radical                         | 23.231                                 | 22,11                                  |                                                  |
| 2.ª                                          |                                        |                                              |                                        |                                        |                                                  |
| 2.ª                                          | Votos positivos                        | Votos positivos                              | 105.073                                | 95,83                                  |                                                  |
| 2.ª                                          | Votos en blanco                        | Votos en blanco                              | 4.198                                  | 3,83                                   |                                                  |
| 2.ª                                          | Votos anulados                         | Votos anulados                               | 377                                    | 0,34                                   |                                                  |
| 2.ª                                          | Total de votos                         | Total de votos                               | 109.648                                | 100                                    |                                                  |
|                                              |                                        |                                              |                                        |                                        |                                                  |
| 3.ª                                          |                                        | Partido Peronista                            | 66.001                                 | 70,37                                  | Lila Fanny Viscaya                               |
| 3.ª                                          |                                        | Unión Cívica Radical                         | 27.786                                 | 29,63                                  |                                                  |
| 3.ª                                          |                                        |                                              |                                        |                                        |                                                  |
| 3.ª                                          | Votos positivos                        | Votos positivos                              | 93.787                                 | 96,21                                  |                                                  |
| 3.ª                                          | Votos en blanco                        | Votos en blanco                              | 3.478                                  | 3,57                                   |                                                  |
| 3.ª                                          | Votos anulados                         | Votos anulados                               | 216                                    | 0,22                                   |                                                  |
| 3.ª                                          | Total de votos                         | Total de votos                               | 97.481                                 | 100                                    |                                                  |
| Provincia Presidente Perón 2 Diputados       |                                        |                                              |                                        |                                        |                                                  |
| N.º                                          | Partido                                | Partido                                      | Votos                                  | %                                      | Electos                                          |
| 1.ª                                          |                                        | Partido Peronista                            | 63.626                                 | 82,74                                  | Oreste Tofanelli                                 |
| 1.ª                                          |                                        | Unión Cívica Radical                         | 12.499                                 | 16,25                                  |                                                  |
| 1.ª                                          |                                        | Partido Comunista                            | 776                                    | 1,01                                   |                                                  |
| 1.ª                                          |                                        |                                              |                                        |                                        |                                                  |
| 1.ª                                          | Votos positivos                        | Votos positivos                              | 76.901                                 | 95,35                                  |                                                  |
| 1.ª                                          | Votos en blanco                        | Votos en blanco                              | 3.748                                  | 4,65                                   |                                                  |
| 1.ª                                          | Total de votos                         | Total de votos                               | 80.649                                 | 100                                    |                                                  |
|                                              |                                        |                                              |                                        |                                        |                                                  |
| 2.ª                                          |                                        | Partido Peronista                            | 56.033                                 | 85,01                                  | Policarpo Acosta                                 |
| 2.ª                                          |                                        | Unión Cívica Radical                         | 8.713                                  | 13,22                                  |                                                  |
| 2.ª                                          |                                        | Partido Comunista                            | 1.166                                  | 1,77                                   |                                                  |
| 2.ª                                          |                                        |                                              |                                        |                                        |                                                  |
| 2.ª                                          | Votos positivos                        | Votos positivos                              | 65.912                                 | 94,87                                  |                                                  |
| 2.ª                                          | Votos en blanco                        | Votos en blanco                              | 3.561                                  | 5,13                                   |                                                  |
| 2.ª                                          | Total de votos                         | Total de votos                               | 69.473                                 | 100                                    |                                                  |
| Provincia de Salta 2 Diputados               |                                        |                                              |                                        |                                        |                                                  |
| N.º                                          | Partido                                | Partido                                      | Votos                                  | %                                      | Candidatos                                       |
| 1.ª                                          |                                        | Partido Peronista                            | 55.802                                 | 78,20                                  | José Evaristo Contreras                          |
| 1.ª                                          |                                        | Unión Cívica Radical                         | 15.321                                 | 21,47                                  | Jorge Raúl Decavi                                |
| 1.ª                                          |                                        | Partido Comunista                            | 237                                    | 0,33                                   | Ignacio Arroyo                                   |
| 1.ª                                          |                                        |                                              |                                        |                                        |                                                  |
| 1.ª                                          | Votos positivos                        | Votos positivos                              | 71.360                                 | 96,24                                  |                                                  |
| 1.ª                                          | Votos en blanco                        | Votos en blanco                              | 2.525                                  | 3,41                                   |                                                  |
| 1.ª                                          | Votos anulados                         | Votos anulados                               | 261                                    | 0,35                                   |                                                  |
| 1.ª                                          | Total de votos                         | Total de votos                               | 74.146                                 | 100                                    |                                                  |
|                                              |                                        |                                              |                                        |                                        |                                                  |
| 2.ª                                          |                                        | Partido Peronista                            | 39.354                                 | 80,18                                  | Juan Carlos Dionisio Cornejo Linares             |
| 2.ª                                          |                                        | Unión Cívica Radical                         | 9.707                                  | 19,78                                  | Tufí Antonio Nazar                               |
| 2.ª                                          |                                        | Partido Comunista                            | 22                                     | 0,04                                   | Juan Bautista Benacchio                          |
| 2.ª                                          |                                        |                                              |                                        |                                        |                                                  |
| 2.ª                                          | Votos positivos                        | Votos positivos                              | 49.083                                 | 97,01                                  |                                                  |
| 2.ª                                          | Votos en blanco                        | Votos en blanco                              | 1.320                                  | 2,61                                   |                                                  |
| 2.ª                                          | Votos anulados                         | Votos anulados                               | 193                                    | 0,38                                   |                                                  |
| 2.ª                                          | Total de votos                         | Total de votos                               | 50.596                                 | 100                                    |                                                  |
| Provincia de San Juan 1 Diputado             |                                        |                                              |                                        |                                        |                                                  |
| N.º                                          | Partido                                | Partido                                      | Votos                                  | %                                      | Candidatos                                       |
| 1.ª                                          |                                        | Partido Peronista                            | 97.151                                 | 74,20                                  | Camila Flores de Quinteros                       |
| 1.ª                                          |                                        | Unión Cívica Radical                         | 28.241                                 | 21,57                                  | Franklin A. Sánchez                              |
| 1.ª                                          |                                        | Partido Demócrata                            | 4.553                                  | 3,48                                   | Pedro A. Manrique                                |
| 1.ª                                          |                                        | Partido Comunista                            | 521                                    | 0,40                                   | Lorenzo Modesto Serrano                          |
| 1.ª                                          |                                        | Partido Socialista de la Revolución Nacional | 474                                    | 0,40                                   | Miguel Ángel Castro                              |
| 1.ª                                          |                                        |                                              |                                        |                                        |                                                  |
| 1.ª                                          | Votos positivos                        | Votos positivos                              | 130.940                                | 96,95                                  |                                                  |
| 1.ª                                          | Votos en blanco                        | Votos en blanco                              | 4.005                                  | 2,97                                   |                                                  |
| 1.ª                                          | Votos anulados                         | Votos anulados                               | 121                                    | 0,09                                   |                                                  |
| 1.ª                                          | Total de votos                         | Total de votos                               | 135.066                                | 100                                    |                                                  |
| Provincia de San Luis 1 Diputado             |                                        |                                              |                                        |                                        |                                                  |
| N.º                                          | Partido                                | Partido                                      | Votos                                  | %                                      | Candidatos                                       |
| 1.ª                                          |                                        | Partido Peronista                            | 54.380                                 | 78,59                                  | José Raúl Lucero                                 |
| 1.ª                                          |                                        | Unión Cívica Radical                         | 14.439                                 | 20,87                                  | Alberto Domeniconi                               |
| 1.ª                                          |                                        | Partido Comunista                            | 377                                    | 0,54                                   | Blas Eduardo Ortiz Suárez                        |
| 1.ª                                          |                                        |                                              |                                        |                                        |                                                  |
| 1.ª                                          | Votos positivos                        | Votos positivos                              | 69.196                                 |                                        |                                                  |
| 1.ª                                          | Votos en blanco                        |                                              |                                        |                                        |                                                  |
| 1.ª                                          | Votos anulados                         |                                              |                                        |                                        |                                                  |
| 1.ª                                          | Total de votos                         | Total de votos                               |                                        | 100                                    |                                                  |
| Provincia de Santa Fe 8 Diputados            |                                        |                                              |                                        |                                        |                                                  |
| N.º                                          | Partido                                | Partido                                      | Votos                                  | %                                      | Candidatos                                       |
| 1.ª                                          |                                        | Partido Peronista                            | 60.398                                 | 64,91                                  | Amelia María Pardo de Lavanchy                   |
| 1.ª                                          |                                        | Unión Cívica Radical                         | 28.543                                 | 30,68                                  | Juan B. Audenino                                 |
| 1.ª                                          |                                        | Partido Demócrata Progresista                | 3.377                                  | 3,63                                   | Armando Borgna                                   |
| 1.ª                                          |                                        | Partido Comunista                            | 729                                    | 0,78                                   | Alfredo Berraz                                   |
| 1.ª                                          |                                        |                                              |                                        |                                        |                                                  |
| 1.ª                                          | Votos positivos                        | Votos positivos                              | 93.047                                 |                                        |                                                  |
| 1.ª                                          | Votos en blanco                        |                                              |                                        |                                        |                                                  |
| 1.ª                                          | Votos anulados                         |                                              |                                        |                                        |                                                  |
| 1.ª                                          | Total de votos                         | Total de votos                               |                                        | 100                                    |                                                  |
|                                              |                                        |                                              |                                        |                                        |                                                  |
| 2.ª                                          |                                        | Partido Peronista                            | 59.573                                 | 61,99                                  | Carlos Ernesto Rosales                           |
| 2.ª                                          |                                        | Unión Cívica Radical                         | 32.777                                 | 34,11                                  | Aldo Tessio                                      |
| 2.ª                                          |                                        | Partido Demócrata Progresista                | 2.980                                  | 3,10                                   | Eugenio Wade                                     |
| 2.ª                                          |                                        | Partido Comunista                            | 773                                    | 0,80                                   | Manuel Liborio López                             |
| 2.ª                                          |                                        |                                              |                                        |                                        |                                                  |
| 2.ª                                          | Votos positivos                        | Votos positivos                              | 96.103                                 |                                        |                                                  |
| 2.ª                                          | Votos en blanco                        |                                              |                                        |                                        |                                                  |
| 2.ª                                          | Votos anulados                         |                                              |                                        |                                        |                                                  |
| 2.ª                                          | Total de votos                         | Total de votos                               |                                        | 100                                    |                                                  |
|                                              |                                        |                                              |                                        |                                        |                                                  |
| 3.ª                                          |                                        | Partido Peronista                            | 101.695                                | 68,23                                  | José Colomé Pérez                                |
| 3.ª                                          |                                        | Unión Cívica Radical                         | 39.783                                 | 26,69                                  | Enrique M. Dettoni                               |
| 3.ª                                          |                                        | Partido Demócrata Progresista                | 5.249                                  | 3,52                                   | Mario Mosset Iturraspe                           |
| 3.ª                                          |                                        | Partido Comunista                            | 2.324                                  | 1,56                                   | Juana Rapoport                                   |
| 3.ª                                          |                                        |                                              |                                        |                                        |                                                  |
| 3.ª                                          | Votos positivos                        | Votos positivos                              | 149.051                                |                                        |                                                  |
| 3.ª                                          | Votos en blanco                        |                                              |                                        |                                        |                                                  |
| 3.ª                                          | Votos anulados                         |                                              |                                        |                                        |                                                  |
| 3.ª                                          | Total de votos                         | Total de votos                               |                                        | 100                                    |                                                  |
|                                              |                                        |                                              |                                        |                                        |                                                  |
| 4.ª                                          |                                        | Partido Peronista                            | 83.228                                 | 65,03                                  | Elena Lidia García de Costamagna                 |
| 4.ª                                          |                                        | Unión Cívica Radical                         | 31.321                                 | 24,47                                  | Félix F. Pagani                                  |
| 4.ª                                          |                                        | Partido Demócrata Progresista                | 11.763                                 | 9,19                                   | Manuel T. Rodríguez                              |
| 4.ª                                          |                                        | Partido Comunista                            | 1.678                                  | 1,31                                   | Inés Emilia Farace                               |
| 4.ª                                          |                                        |                                              |                                        |                                        |                                                  |
| 4.ª                                          | Votos positivos                        | Votos positivos                              | 127.990                                |                                        |                                                  |
| 4.ª                                          | Votos en blanco                        |                                              |                                        |                                        |                                                  |
| 4.ª                                          | Votos anulados                         |                                              |                                        |                                        |                                                  |
| 4.ª                                          | Total de votos                         | Total de votos                               |                                        | 100                                    |                                                  |
|                                              |                                        |                                              |                                        |                                        |                                                  |
| 5.ª                                          |                                        | Partido Peronista                            | 59.941                                 | 68,65                                  | Carmelo Annunziatta                              |
| 5.ª                                          |                                        | Unión Cívica Radical                         | 21.313                                 | 24,41                                  | Godofredo Neuman Astiz                           |
| 5.ª                                          |                                        | Partido Demócrata Progresista                | 4.730                                  | 5,42                                   | Antonio S. Vaschetto                             |
| 5.ª                                          |                                        | Partido Comunista                            | 1.331                                  | 1,52                                   | Francisco Dulcich                                |
| 5.ª                                          |                                        |                                              |                                        |                                        |                                                  |
| 5.ª                                          | Votos positivos                        | Votos positivos                              | 87.315                                 |                                        |                                                  |
| 5.ª                                          | Votos en blanco                        |                                              |                                        |                                        |                                                  |
| 5.ª                                          | Votos anulados                         |                                              |                                        |                                        |                                                  |
| 5.ª                                          | Total de votos                         | Total de votos                               |                                        | 100                                    |                                                  |
|                                              |                                        |                                              |                                        |                                        |                                                  |
| 6.ª                                          |                                        | Partido Peronista                            | 98.559                                 | 63,93                                  | Adolfo Pallanza                                  |
| 6.ª                                          |                                        | Unión Cívica Radical                         | 47.795                                 | 31,00                                  | Miguel Ángel Martínez                            |
| 6.ª                                          |                                        | Partido Demócrata Progresista                | 5.098                                  | 3,31                                   | Camilo J. Muniagurría                            |
| 6.ª                                          |                                        | Partido Comunista                            | 2.726                                  | 1,77                                   | Héctor Audano                                    |
| 6.ª                                          |                                        |                                              |                                        |                                        |                                                  |
| 6.ª                                          | Votos positivos                        | Votos positivos                              | 154.178                                |                                        |                                                  |
| 6.ª                                          | Votos en blanco                        |                                              |                                        |                                        |                                                  |
| 6.ª                                          | Votos anulados                         |                                              |                                        |                                        |                                                  |
| 6.ª                                          | Total de votos                         | Total de votos                               |                                        | 100                                    |                                                  |
|                                              |                                        |                                              |                                        |                                        |                                                  |
| 7.ª                                          |                                        | Partido Peronista                            | 98.369                                 | 65,84                                  | Enrique Emilio Osella Muñoz                      |
| 7.ª                                          |                                        | Unión Cívica Radical                         | 42.771                                 | 28,63                                  | Horacio R. Prémoli                               |
| 7.ª                                          |                                        | Partido Demócrata Progresista                | 5.559                                  | 3,72                                   | Mario Armas                                      |
| 7.ª                                          |                                        | Partido Comunista                            | 2.697                                  | 1,81                                   | Juan Ingalinella                                 |
| 7.ª                                          |                                        |                                              |                                        |                                        |                                                  |
| 7.ª                                          | Votos positivos                        | Votos positivos                              | 149.396                                |                                        |                                                  |
| 7.ª                                          | Votos en blanco                        |                                              |                                        |                                        |                                                  |
| 7.ª                                          | Votos anulados                         |                                              |                                        |                                        |                                                  |
| 7.ª                                          | Total de votos                         | Total de votos                               |                                        | 100                                    |                                                  |
| Provincia de Santiago del Estero 3 Diputados |                                        |                                              |                                        |                                        |                                                  |
| N.º                                          | Partido                                | Partido                                      | Votos                                  | %                                      | Candidatos                                       |
| 1.ª                                          |                                        | Partido Peronista                            | 51.906                                 | 74,37                                  | Mario Arnaldo Guberville                         |
| 1.ª                                          |                                        | Unión Cívica Radical                         | 16.512                                 | 23,66                                  | Armando Archetti                                 |
| 1.ª                                          |                                        | Partido Comunista                            | 1.122                                  | 1,61                                   | María Luisa Enríquez                             |
| 1.ª                                          |                                        | Partido Socialista de la Revolución Nacional | 254                                    | 0,36                                   | Mario Leopoldo Zurita                            |
| 1.ª                                          |                                        |                                              |                                        |                                        |                                                  |
| 1.ª                                          | Votos positivos                        | Votos positivos                              | 69.794                                 |                                        |                                                  |
| 1.ª                                          | Votos en blanco                        |                                              |                                        |                                        |                                                  |
| 1.ª                                          | Votos anulados                         |                                              |                                        |                                        |                                                  |
| 1.ª                                          | Total de votos                         | Total de votos                               |                                        | 100                                    |                                                  |
|                                              |                                        |                                              |                                        |                                        |                                                  |
| 2.ª                                          |                                        | Partido Peronista                            | 47.092                                 | 79,30                                  | Elisa Juana Somorrostro de Salvatierra           |
| 2.ª                                          |                                        | Unión Cívica Radical                         | 10.941                                 | 18,42                                  | José María Méndez                                |
| 2.ª                                          |                                        | Partido Comunista                            | 1.037                                  | 1,75                                   | Pastor Mauricio Díaz                             |
| 2.ª                                          |                                        | Partido Socialista de la Revolución Nacional | 313                                    | 0,53                                   | Beatriz Mercedes Carranza                        |
| 2.ª                                          |                                        |                                              |                                        |                                        |                                                  |
| 2.ª                                          | Votos positivos                        | Votos positivos                              | 59.383                                 |                                        |                                                  |
| 2.ª                                          | Votos en blanco                        |                                              |                                        |                                        |                                                  |
| 2.ª                                          | Votos anulados                         |                                              |                                        |                                        |                                                  |
| 2.ª                                          | Total de votos                         | Total de votos                               |                                        | 100                                    |                                                  |
|                                              |                                        |                                              |                                        |                                        |                                                  |
| 3.ª                                          |                                        | Partido Peronista                            | 44.136                                 | 83,38                                  | Francisca Catalina Peiretti de Carol             |
| 3.ª                                          |                                        | Unión Cívica Radical                         | 8.075                                  | 15,26                                  | Juan Daniel Espoz                                |
| 3.ª                                          |                                        | Partido Comunista                            | 538                                    | 1,02                                   | Jaime Epstein                                    |
| 3.ª                                          |                                        | Partido Socialista de la Revolución Nacional | 182                                    | 0,34                                   | Leopoldo Noriega                                 |
| 3.ª                                          |                                        |                                              |                                        |                                        |                                                  |
| 3.ª                                          | Votos positivos                        | Votos positivos                              | 52.931                                 |                                        |                                                  |
| 3.ª                                          | Votos en blanco                        |                                              |                                        |                                        |                                                  |
| 3.ª                                          | Votos anulados                         |                                              |                                        |                                        |                                                  |
| 3.ª                                          | Total de votos                         | Total de votos                               |                                        | 100                                    |                                                  |
| Provincia de Tucumán 3 Diputados             |                                        |                                              |                                        |                                        |                                                  |
| N.º                                          | Partido                                | Partido                                      | Votos                                  | %                                      | Electos                                          |
| 1.ª                                          |                                        | Partido Peronista                            |                                        |                                        | Roberto Daniel Medina                            |
| 1.ª                                          |                                        |                                              |                                        |                                        |                                                  |
| 1.ª                                          | Votos positivos                        |                                              |                                        |                                        |                                                  |
| 1.ª                                          | Votos en blanco                        |                                              |                                        |                                        |                                                  |
| 1.ª                                          | Votos anulados                         |                                              |                                        |                                        |                                                  |
| 1.ª                                          | Total de votos                         | Total de votos                               |                                        | 100                                    |                                                  |
|                                              |                                        |                                              |                                        |                                        |                                                  |
| 2.ª                                          |                                        | Partido Peronista                            |                                        |                                        | Luis Eduardo del Carril                          |
| 2.ª                                          |                                        |                                              |                                        |                                        |                                                  |
| 2.ª                                          | Votos positivos                        |                                              |                                        |                                        |                                                  |
| 2.ª                                          | Votos en blanco                        |                                              |                                        |                                        |                                                  |
| 2.ª                                          | Votos anulados                         |                                              |                                        |                                        |                                                  |
| 2.ª                                          | Total de votos                         | Total de votos                               |                                        | 100                                    |                                                  |
|                                              |                                        |                                              |                                        |                                        |                                                  |
| 3.ª                                          |                                        | Partido Peronista                            |                                        |                                        | Pedro Armando Boullhesen                         |
| 3.ª                                          |                                        |                                              |                                        |                                        |                                                  |
| 3.ª                                          | Votos positivos                        |                                              |                                        |                                        |                                                  |
| 3.ª                                          | Votos en blanco                        |                                              |                                        |                                        |                                                  |
| 3.ª                                          | Votos anulados                         |                                              |                                        |                                        |                                                  |
| 3.ª                                          | Total de votos                         | Total de votos                               |                                        | 100                                    |                                                  |

1. ↑  Electo para completar el mandato de José Celestino Quevedo (1952-1958).
2. ↑  Candidato para completar el mandato de José Celestino Quevedo (1952-1958).
3. ↑  Candidato para completar el mandato de José Celestino Quevedo (1952-1958).
4. 1 2 3 4 5  Electo por la minoría.
5. ↑  Renunció el 6 de mayo de 1955, no fue reemplazado.

### Delegados
| Territorio nacional del Chubut 1 Delegado            | Territorio nacional del Chubut 1 Delegado | Territorio nacional del Chubut 1 Delegado | Territorio nacional del Chubut 1 Delegado | Territorio nacional del Chubut 1 Delegado | Territorio nacional del Chubut 1 Delegado                 |
| N.º                                                  | Partido                                   | Partido                                   | Votos                                     | %                                         | Electos                                                   |
| ---------------------------------------------------- | ----------------------------------------- | ----------------------------------------- | ----------------------------------------- | ----------------------------------------- | --------------------------------------------------------- |
| 1.ª                                                  |                                           | Partido Peronista                         | 15.824                                    | 77,56                                     | Eliseo Mario Sieff                                        |
| 1.ª                                                  |                                           | Unión Cívica Radical                      | 4.577                                     | 22,44                                     |                                                           |
| 1.ª                                                  |                                           |                                           |                                           |                                           |                                                           |
| 1.ª                                                  | Votos positivos                           | Votos positivos                           | 20.401                                    |                                           |                                                           |
| 1.ª                                                  | Votos en blanco                           |                                           |                                           |                                           |                                                           |
| 1.ª                                                  | Votos anulados                            |                                           |                                           |                                           |                                                           |
| 1.ª                                                  | Total de votos                            | Total de votos                            |                                           | 100                                       |                                                           |
| Gobernación Militar de Comodoro Rivadavia 1 Delegado |                                           |                                           |                                           |                                           |                                                           |
| N.º                                                  | Partido                                   | Partido                                   | Votos                                     | %                                         | Electos                                                   |
| 1.ª                                                  |                                           | Partido Peronista                         | 12.658                                    | 79,05                                     | Mariano Sarmiento                                         |
| 1.ª                                                  |                                           | Unión Cívica Radical                      | 3.355                                     | 20,95                                     |                                                           |
| 1.ª                                                  |                                           |                                           |                                           |                                           |                                                           |
| 1.ª                                                  | Votos positivos                           | Votos positivos                           | 16.013                                    | 95,69                                     |                                                           |
| 1.ª                                                  | Votos en blanco                           | Votos en blanco                           | 667                                       | 3,99                                      |                                                           |
| 1.ª                                                  | Votos anulados                            | Votos anulados                            | 54                                        | 0,32                                      |                                                           |
| 1.ª                                                  | Total de votos                            | Total de votos                            | 16.734                                    | 100                                       |                                                           |
| Territorio nacional de Formosa 1 Delegado            |                                           |                                           |                                           |                                           |                                                           |
| N.º                                                  | Partido                                   | Partido                                   | Votos                                     | %                                         | Electos                                                   |
| 1.ª                                                  |                                           | Partido Peronista                         | 23.463                                    | 81,35                                     | Etelvina Concepción Barreto                               |
| 1.ª                                                  |                                           | Unión Cívica Radical                      | 5.247                                     | 18,19                                     |                                                           |
| 1.ª                                                  |                                           | Partido Comunista                         | 133                                       | 0,46                                      |                                                           |
| 1.ª                                                  |                                           |                                           |                                           |                                           |                                                           |
| 1.ª                                                  | Votos positivos                           | Votos positivos                           | 28.843                                    | 98,83                                     |                                                           |
| 1.ª                                                  | Votos en blanco                           | Votos en blanco                           | 318                                       | 1,09                                      |                                                           |
| 1.ª                                                  | Votos anulados                            | Votos anulados                            | 22                                        | 0,08                                      |                                                           |
| 1.ª                                                  | Total de votos                            | Total de votos                            | 29.183                                    | 100                                       |                                                           |
| Territorio nacional del Neuquén 2 Delegados          |                                           |                                           |                                           |                                           |                                                           |
| N.º                                                  | Partido                                   | Partido                                   | Votos                                     | %                                         | Electos                                                   |
| 1.ª y 2.ª                                            |                                           | Partido Peronista                         | 24.081                                    | 80,67                                     | 1.ª) Pedro Julio San Martín 2.ª) Enriqueta Lucía Anderson |
| 1.ª y 2.ª                                            |                                           | Unión Cívica Radical                      | 5.349                                     | 17,92                                     |                                                           |
| 1.ª y 2.ª                                            |                                           | Partido Comunista                         | 423                                       | 1,42                                      |                                                           |
| 1.ª y 2.ª                                            |                                           |                                           |                                           |                                           |                                                           |
| 1.ª y 2.ª                                            | Votos positivos                           | Votos positivos                           | 29.853                                    | 97,46                                     |                                                           |
| 1.ª y 2.ª                                            | Votos en blanco                           | Votos en blanco                           | 766                                       | 2,50                                      |                                                           |
| 1.ª y 2.ª                                            | Votos anulados                            | Votos anulados                            | 11                                        | 0,04                                      |                                                           |
| 1.ª y 2.ª                                            | Total de votos                            | Total de votos                            | 30.630                                    | 100                                       |                                                           |
| Territorio nacional del Río Negro 1 Delegado         |                                           |                                           |                                           |                                           |                                                           |
| N.º                                                  | Partido                                   | Partido                                   | Votos                                     | %                                         | Electos                                                   |
| 1.ª                                                  |                                           | Partido Peronista                         | 37.443                                    | 73,85                                     | René Hechem                                               |
| 1.ª                                                  |                                           | Unión Cívica Radical                      | 13.260                                    | 26,15                                     |                                                           |
| 1.ª                                                  |                                           |                                           |                                           |                                           |                                                           |
| 1.ª                                                  | Votos positivos                           | Votos positivos                           | 50.703                                    | 98,70                                     |                                                           |
| 1.ª                                                  | Votos en blanco                           | Votos en blanco                           | 654                                       | 1,27                                      |                                                           |
| 1.ª                                                  | Votos anulados                            | Votos anulados                            | 14                                        | 0,03                                      |                                                           |
| 1.ª                                                  | Total de votos                            | Total de votos                            | 51.371                                    | 100                                       |                                                           |
| Territorio nacional de Santa Cruz 1 Delegado         |                                           |                                           |                                           |                                           |                                                           |
| N.º                                                  | Partido                                   | Partido                                   | Votos                                     | %                                         | Electos                                                   |
| 1.ª                                                  |                                           | Partido Peronista                         | 3.511                                     | 69,36                                     | Elena Victoria                                            |
| 1.ª                                                  |                                           | Unión Cívica Radical                      | 1.551                                     | 30,64                                     |                                                           |
| 1.ª                                                  |                                           |                                           |                                           |                                           |                                                           |
| 1.ª                                                  | Votos positivos                           | Votos positivos                           | 5.062                                     | 97,40                                     |                                                           |
| 1.ª                                                  | Votos en blanco                           | Votos en blanco                           | 129                                       | 2,48                                      |                                                           |
| 1.ª                                                  | Votos anulados                            | Votos anulados                            | 6                                         | 0,12                                      |                                                           |
| 1.ª                                                  | Total de votos                            | Total de votos                            | 5.197                                     | 100                                       |                                                           |
| Territorio nacional de Tierra del Fuego 2 Delegados  |                                           |                                           |                                           |                                           |                                                           |
| N.º                                                  | Partido                                   | Partido                                   | Votos                                     | %                                         | Electos                                                   |
| 1.ª                                                  |                                           | Partido Peronista                         | 137                                       | 50,37                                     | Esther Fadul                                              |
| 1.ª                                                  |                                           | Unión Cívica Radical                      | 135                                       | 49,63                                     | Ángel San Juan                                            |
| 1.ª                                                  |                                           |                                           |                                           |                                           |                                                           |
| 1.ª                                                  | Votos positivos                           | Votos positivos                           | 272                                       | 94,77                                     |                                                           |
| 1.ª                                                  | Votos en blanco                           | Votos en blanco                           | 14                                        | 4,88                                      |                                                           |
| 1.ª                                                  | Votos anulados                            | Votos anulados                            | 1                                         | 0,35                                      |                                                           |
| 1.ª                                                  | Total de votos                            | Total de votos                            | 287                                       | 100                                       |                                                           |
|                                                      |                                           |                                           |                                           |                                           |                                                           |
| 2.ª                                                  |                                           | Partido Peronista                         | 244                                       | 62,72                                     | Oscar Adolfo Barabino Arana                               |
| 2.ª                                                  |                                           | Unión Cívica Radical                      | 145                                       | 37,28                                     |                                                           |
| 2.ª                                                  |                                           |                                           |                                           |                                           |                                                           |
| 2.ª                                                  | Votos positivos                           | Votos positivos                           | 389                                       | 90,47                                     |                                                           |
| 2.ª                                                  | Votos en blanco                           | Votos en blanco                           | 39                                        | 9,07                                      |                                                           |
| 2.ª                                                  | Votos anulados                            | Votos anulados                            | 2                                         | 0,47                                      |                                                           |
| 2.ª                                                  | Total de votos                            | Total de votos                            | 430                                       | 100                                       |                                                           |

### Senado
| Provincia de Buenos Aires 1 Senador        | Provincia de Buenos Aires 1 Senador | Provincia de Buenos Aires 1 Senador          | Provincia de Buenos Aires 1 Senador | Provincia de Buenos Aires 1 Senador |
| Candidato                                  | Partido                             | Partido                                      | Votos                               | %                                   |
| ------------------------------------------ | ----------------------------------- | -------------------------------------------- | ----------------------------------- | ----------------------------------- |
| Román Subiza                               |                                     | Partido Peronista                            | 1.466.801                           | 63,14                               |
| Emilio Donato del Carril                   |                                     | Unión Cívica Radical                         | 749.924                             | 32,28                               |
| Eduardo I. Rojas                           |                                     | Partido Demócrata Nacional                   | 67.288                              | 2,90                                |
| Adela Betinelli                            |                                     | Partido Comunista                            | 28.853                              | 1,24                                |
| Alfredo Muzzopappa                         |                                     | Partido Socialista de la Revolución Nacional | 10.383                              | 0,45                                |
|                                            |                                     |                                              |                                     |                                     |
| Votos válidos                              | Votos válidos                       | Votos válidos                                | 2.323.249                           | 98,44                               |
| Votos en blanco                            | Votos en blanco                     | Votos en blanco                              | 36.775                              | 1,56                                |
| Total de votos                             | Total de votos                      | Total de votos                               | 2.360.024                           | 100                                 |
| Capital Federal 2 Senadores                |                                     |                                              |                                     |                                     |
| Candidato                                  | Partido                             | Partido                                      | Votos                               | %                                   |
| Alberto Graziano                           |                                     | Partido Peronista                            | 841.846                             |                                     |
| María Rosa Calviño de Gómez                |                                     | Partido Peronista                            | 841.565                             |                                     |
| Manuel Belnicoff                           |                                     | Unión Cívica Radical                         |                                     |                                     |
| Oscar López Serrot                         |                                     | Unión Cívica Radical                         |                                     |                                     |
| Emilio Dickmann                            |                                     | Partido Socialista de la Revolución Nacional |                                     |                                     |
| Carlos María Bravo                         |                                     | Partido Socialista de la Revolución Nacional |                                     |                                     |
|                                            |                                     |                                              |                                     |                                     |
| Votos válidos                              |                                     |                                              |                                     |                                     |
| Votos en blanco                            |                                     |                                              |                                     |                                     |
| Votos anulados                             |                                     |                                              |                                     |                                     |
| Total de votos                             | Total de votos                      | Total de votos                               |                                     | 100                                 |
| Provincia de Catamarca 1 Senador           |                                     |                                              |                                     |                                     |
| Candidato                                  | Partido                             | Partido                                      | Votos                               | %                                   |
| Duilio Brunello                            |                                     | Partido Peronista                            | 50.763                              | 76,72                               |
| Juan Alfonso Martínez                      |                                     | Unión Cívica Radical                         | 15.400                              | 23,28                               |
|                                            |                                     |                                              |                                     |                                     |
| Votos positivos                            | Votos positivos                     | Votos positivos                              | 66.163                              |                                     |
| Votos en blanco                            |                                     |                                              |                                     |                                     |
| Votos anulados                             |                                     |                                              |                                     |                                     |
| Total de votos                             | Total de votos                      | Total de votos                               |                                     | 100                                 |
| Provincia de Córdoba 1 Senador             |                                     |                                              |                                     |                                     |
| Candidato                                  | Partido                             | Partido                                      | Votos                               | %                                   |
| José Miguel Urrutia                        |                                     | Partido Peronista                            | 432.410                             | 57,69                               |
| Mario Zinny                                |                                     | Unión Cívica Radical                         | 311.665                             | 41,58                               |
| Miguel Contreras                           |                                     | Partido Comunista                            | 5.426                               | 0,72                                |
|                                            |                                     |                                              |                                     |                                     |
| Votos válidos                              | Votos válidos                       | Votos válidos                                | 749.501                             | 98,12                               |
| Votos en blanco                            | Votos en blanco                     | Votos en blanco                              | 14.306                              | 1,87                                |
| Votos anulados                             | Votos anulados                      | Votos anulados                               | 91                                  | 0,01                                |
| Total de votos                             | Total de votos                      | Total de votos                               | 763.898                             | 100                                 |
| Provincia de Corrientes 1 Senador          |                                     |                                              |                                     |                                     |
| Candidato                                  | Partido                             | Partido                                      | Votos                               | %                                   |
| Zelmira Antonia de Luca de Soto            |                                     | Partido Peronista                            | 140.612                             | 66,49                               |
| Blas Benjamín de la Vega                   |                                     | Unión Cívica Radical                         | 50.254                              | 23,76                               |
| Galileo Mancini                            |                                     | Partido Demócrata Nacional                   | 19.797                              | 9,36                                |
| Froilán Plácido Blanco                     |                                     | Partido Comunista                            | 814                                 | 0,38                                |
|                                            |                                     |                                              |                                     |                                     |
| Votos válidos                              | Votos válidos                       | Votos válidos                                | 211.477                             | 98,78                               |
| Votos en blanco                            | Votos en blanco                     | Votos en blanco                              | 2.364                               | 1,10                                |
| Votos anulados                             | Votos anulados                      | Votos anulados                               | 241                                 | 0,11                                |
| Total de votos                             | Total de votos                      | Total de votos                               | 214.082                             | 100                                 |
| Provincia de Entre Ríos 1 Senador          |                                     |                                              |                                     |                                     |
| Candidato                                  | Partido                             | Partido                                      | Votos                               | %                                   |
| Juana Larrauri                             |                                     | Partido Peronista                            | 218.513                             | 65,82                               |
|                                            |                                     | Unión Cívica Radical                         | 111.519                             | 33,59                               |
|                                            |                                     | Partido Comunista                            | 1.951                               | 0,59                                |
|                                            |                                     |                                              |                                     |                                     |
| Votos positivos                            | Votos positivos                     | Votos positivos                              | 331.983                             |                                     |
| Votos en blanco                            |                                     |                                              |                                     |                                     |
| Votos anulados                             |                                     |                                              |                                     |                                     |
| Total de votos                             | Total de votos                      | Total de votos                               |                                     | 100                                 |
| Provincia Eva Perón 1 Senador              |                                     |                                              |                                     |                                     |
| Candidato                                  | Partido                             | Partido                                      | Votos                               | %                                   |
| Juan Antonio Ferrari                       |                                     | Partido Peronista                            | 44.242                              | 74,26                               |
| Eduardo M. Rolero                          |                                     | Unión Cívica Radical                         | 15.337                              | 25,74                               |
|                                            |                                     |                                              |                                     |                                     |
| Votos válidos                              | Votos válidos                       | Votos válidos                                | 59.579                              | 93,59                               |
| Votos en blanco                            | Votos en blanco                     | Votos en blanco                              | 3.870                               | 6,08                                |
| Votos anulados                             | Votos anulados                      | Votos anulados                               | 212                                 | 0,33                                |
| Total de votos                             | Total de votos                      | Total de votos                               | 63.661                              | 100                                 |
| Provincia de Jujuy 1 Senador               |                                     |                                              |                                     |                                     |
| Candidato                                  | Partido                             | Partido                                      | Votos                               | %                                   |
| José Humberto Martiarena                   |                                     | Partido Peronista                            | 54.201                              | 83,60                               |
|                                            |                                     | Unión Cívica Radical                         | 9.849                               | 15,19                               |
|                                            |                                     | Partido Socialista de la Revolución Nacional | 783                                 | 1,21                                |
|                                            |                                     |                                              |                                     |                                     |
| Votos válidos                              | Votos válidos                       | Votos válidos                                | 64.833                              | 98,55                               |
| Votos en blanco                            | Votos en blanco                     | Votos en blanco                              | 850                                 | 1,29                                |
| Votos anulados                             | Votos anulados                      | Votos anulados                               | 106                                 | 0,16                                |
| Total de votos                             | Total de votos                      | Total de votos                               | 65.789                              | 100                                 |
| Provincia de La Rioja 1 Senador            |                                     |                                              |                                     |                                     |
| Candidato                                  | Partido                             | Partido                                      | Votos                               | %                                   |
| Vicente Bernabé Brizuela Nieto             |                                     | Partido Peronista                            |                                     |                                     |
|                                            |                                     |                                              |                                     |                                     |
| Votos válidos                              |                                     |                                              |                                     |                                     |
| Votos en blanco                            |                                     |                                              |                                     |                                     |
| Votos anulados                             |                                     |                                              |                                     |                                     |
| Total de votos                             | Total de votos                      | Total de votos                               |                                     | 100                                 |
| Provincia de Mendoza 1 Senador             |                                     |                                              |                                     |                                     |
| Candidato                                  | Partido                             | Partido                                      | Votos                               | %                                   |
| José Guillermo de Paolis                   |                                     | Partido Peronista                            | 222.876                             | 74,02                               |
|                                            |                                     | Unión Cívica Radical                         | 78.226                              | 25,98                               |
|                                            |                                     |                                              |                                     |                                     |
| Votos válidos                              | Votos válidos                       | Votos válidos                                | 301.102                             | 95,83                               |
| Votos en blanco                            | Votos en blanco                     | Votos en blanco                              | 12.220                              | 3,89                                |
| Votos anulados                             | Votos anulados                      | Votos anulados                               | 889                                 | 0,28                                |
| Total de votos                             | Total de votos                      | Total de votos                               | 314.211                             | 100                                 |
| Provincia Presidente Perón 1 Senador       |                                     |                                              |                                     |                                     |
| Candidato                                  | Partido                             | Partido                                      | Votos                               | %                                   |
| Pedro César Tavella                        |                                     | Partido Peronista                            | 120.330                             | 83,90                               |
|                                            |                                     | Unión Cívica Radical                         | 21.140                              | 14,74                               |
|                                            |                                     | Partido Comunista                            | 1.957                               | 1,36                                |
|                                            |                                     |                                              |                                     |                                     |
| Votos válidos                              | Votos válidos                       | Votos válidos                                | 143.427                             | 95,54                               |
| Votos en blanco                            | Votos en blanco                     | Votos en blanco                              | 6.695                               | 4,46                                |
| Total de votos                             | Total de votos                      | Total de votos                               | 150.122                             | 100                                 |
| Provincia de Salta 1 Senador               |                                     |                                              |                                     |                                     |
| Candidato                                  | Partido                             | Partido                                      | Votos                               | %                                   |
| José Armando Caro                          |                                     | Partido Peronista                            | 95.574                              | 79,10                               |
| Librado Piedrabuena                        |                                     | Unión Cívica Radical                         | 24.994                              | 20,69                               |
| Julio Daniel Pantoja                       |                                     | Partido Comunista                            | 259                                 | 0,21                                |
|                                            |                                     |                                              |                                     |                                     |
| Votos válidos                              | Votos válidos                       | Votos válidos                                | 120.827                             | 96,86                               |
| Votos en blanco                            | Votos en blanco                     | Votos en blanco                              | 3.467                               | 2,78                                |
| Votos anulados                             | Votos anulados                      | Votos anulados                               | 448                                 | 0,36                                |
| Total de votos                             | Total de votos                      | Total de votos                               | 124.742                             | 100                                 |
| Provincia de San Juan 1 Senador            |                                     |                                              |                                     |                                     |
| Candidato                                  | Partido                             | Partido                                      | Votos                               | %                                   |
| Abel Segundo Nicolás Soria Vega            |                                     | Partido Peronista                            | 98.557                              | 74,66                               |
| Gustavo J. Díaz                            |                                     | Unión Cívica Radical                         | 27.999                              | 21,21                               |
| Horacio A. Esbry                           |                                     | Partido Demócrata Nacional                   | 4.429                               | 3,36                                |
| Florencio Leonardo Lara                    |                                     | Partido Comunista                            | 545                                 | 0,41                                |
| Cirilo Pablo de la Vega                    |                                     | Partido Socialista de la Revolución Nacional | 478                                 | 0,36                                |
|                                            |                                     |                                              |                                     |                                     |
| Votos válidos                              | Votos válidos                       | Votos válidos                                | 132.008                             | 97,53                               |
| Votos en blanco                            | Votos en blanco                     | Votos en blanco                              | 3.221                               | 2,38                                |
| Votos anulados                             | Votos anulados                      | Votos anulados                               | 121                                 | 0,09                                |
| Total de votos                             | Total de votos                      | Total de votos                               | 135.350                             | 100                                 |
| Provincia de San Luis 1 Senador            |                                     |                                              |                                     |                                     |
| Candidato                                  | Partido                             | Partido                                      | Votos                               | %                                   |
| Ricardo Zavala Ortiz                       |                                     | Partido Peronista                            |                                     |                                     |
|                                            |                                     |                                              |                                     |                                     |
| Votos válidos                              |                                     |                                              |                                     |                                     |
| Votos en blanco                            |                                     |                                              |                                     |                                     |
| Votos anulados                             |                                     |                                              |                                     |                                     |
| Total de votos                             | Total de votos                      | Total de votos                               |                                     | 100                                 |
| Provincia de Santa Fe 1 Senador            |                                     |                                              |                                     |                                     |
| Candidato                                  | Partido                             | Partido                                      | Votos                               | %                                   |
| Raúl Norberto Rapela                       |                                     | Partido Peronista                            | 562.670                             | 65,53                               |
| Luis Ferrari                               |                                     | Unión Cívica Radical                         | 244.563                             | 28,48                               |
| Horacio R. Thedy                           |                                     | Partido Demócrata Progresista                | 39.201                              | 4,57                                |
| Florindo A. Moretti                        |                                     | Partido Comunista                            | 12.257                              | 1,43                                |
|                                            |                                     |                                              |                                     |                                     |
| Votos positivos                            | Votos positivos                     | Votos positivos                              | 858.691                             |                                     |
| Votos en blanco                            |                                     |                                              |                                     |                                     |
| Votos anulados                             |                                     |                                              |                                     |                                     |
| Total de votos                             | Total de votos                      | Total de votos                               |                                     | 100                                 |
| Provincia de Santiago del Estero 1 Senador |                                     |                                              |                                     |                                     |
| Candidato                                  | Partido                             | Partido                                      | Votos                               | %                                   |
| Ramón Adolfo Blanco                        |                                     | Partido Peronista                            | 142.820                             | 78,53                               |
| J. Eduardo Retondo                         |                                     | Unión Cívica Radical                         | 35.584                              | 19,57                               |
| Alfredo Santillán                          |                                     | Partido Comunista                            | 2.699                               | 1,48                                |
| Santiago Mansilla                          |                                     | Partido Socialista de la Revolución Nacional | 755                                 | 0,42                                |
|                                            |                                     |                                              |                                     |                                     |
| Votos positivos                            | Votos positivos                     | Votos positivos                              | 181.858                             |                                     |
| Votos en blanco                            |                                     |                                              |                                     |                                     |
| Votos anulados                             |                                     |                                              |                                     |                                     |
| Total de votos                             | Total de votos                      | Total de votos                               |                                     | 100                                 |
| Provincia de Tucumán 1 Senador             |                                     |                                              |                                     |                                     |
| Candidato                                  | Partido                             | Partido                                      | Votos                               | %                                   |
| Antonio Eduardo Correa                     |                                     | Partido Peronista                            |                                     |                                     |
|                                            |                                     |                                              |                                     |                                     |
| Votos válidos                              |                                     |                                              |                                     |                                     |
| Votos en blanco                            |                                     |                                              |                                     |                                     |
| Votos anulados                             |                                     |                                              |                                     |                                     |
| Total de votos                             | Total de votos                      | Total de votos                               |                                     | 100                                 |

1. ↑  Electo para completar el mandato de Alberto Teisaire (1952-1958).
2. ↑  Renunció antes de asumir, no fue reemplazado.

## Elección parcial
Luego de la provincialización del territorio nacional de Misiones, se realizan elecciones en la nueva provincia de Misiones el 20 de marzo de 1955.

### Diputados
| Circunscripción | Diputado electo  | Partido | Partido           | Votos  | Mandato                                   |
| --------------- | ---------------- | ------- | ----------------- | ------ | ----------------------------------------- |
| Primera         | Marta J. Bonetti |         | Partido Peronista | 29.696 | 25 de abril de 1955 - 30 de abril de 1958 |
| Segunda         | Alfredo Alonso   |         | Partido Peronista | 22.770 | 25 de abril de 1955 - 30 de abril de 1961 |

### Senadores
| Senador electo                 | Partido | Partido           | Votos  | Mandato                                   |
| ------------------------------ | ------- | ----------------- | ------ | ----------------------------------------- |
| Octavio Agustín Ríos           |         | Partido Peronista | 52.461 | 25 de abril de 1955 - 30 de abril de 1961 |
| Ramona Idasa Pereira de Keiler |         | Partido Peronista | 52.456 | 25 de abril de 1955 - 30 de abril de 1958 |